# Париж
Пари́ж (фр. Paris, МФА: [paˈʁi]ⓘ) — столиця Франції, адміністративний центр регіону Іль-де-Франс. До 2019 року - департамент Франції, після - громада зі спеціальним статусом. Розташований на річці Сена. Населення — 2 175 601 особа (на 01.01.2021), міська агломерація — 10 млн, 2015 року населення міста становило 2 206 488 осіб, агломерації — 12 405 426. У місті розташовані штаб-квартири низки міжнародних організацій: ЮНЕСКО, Організації економічного співробітництва та розвитку, Міжнародної торгівельної палати та інших. Центр світової торгівлі (автомобілі, літаки, канцелярські товари й туристичне спорядження); головний національний промисловий округ (засоби транспорту, енергетичне обладнання, електроніка, одяг, косметика), фінансово-банківська столиця; великий транспортний вузол (2 міжнародні аеропорти).
У місті є вищі навчальні заклади (13 університетів), Французький інститут, Французька академія. Славетні наукові інститути: Інститут Пастера, радіологічних досліджень. Культурний (97 музеїв, 300 мистецьких галерей, близько 100 театрів) і туристичний центр світової ваги.
За результатами опитування, яке провів журнал Forbes серед фахівців у 2010 році, Париж потрапив до дванадцятки найкрасивіших міст світу.

## Назва
Топонім Париж походить від назви кельтського племені паризіїв (лат. Parisii). Сучасна назва є похідною від латинської назви міста, що спершу називалося Лютеція Паризіорум (лат. Lutetia Parisiorum) та Civitas Parisiorum, тобто місто паризіїв. Етимологія назви цього племені достеменно не встановлена. Ще декілька французьких топонімів мають спільне походження з назвою Париж: Вільпаризі, Кормей-ан-Паризі, Фонтене-ан-Паризі. З римських часів дійшли також згадки про паризіїв, що мешкали в Англії, у сучасному східному Йоркширі.

## Географія

### Топографія

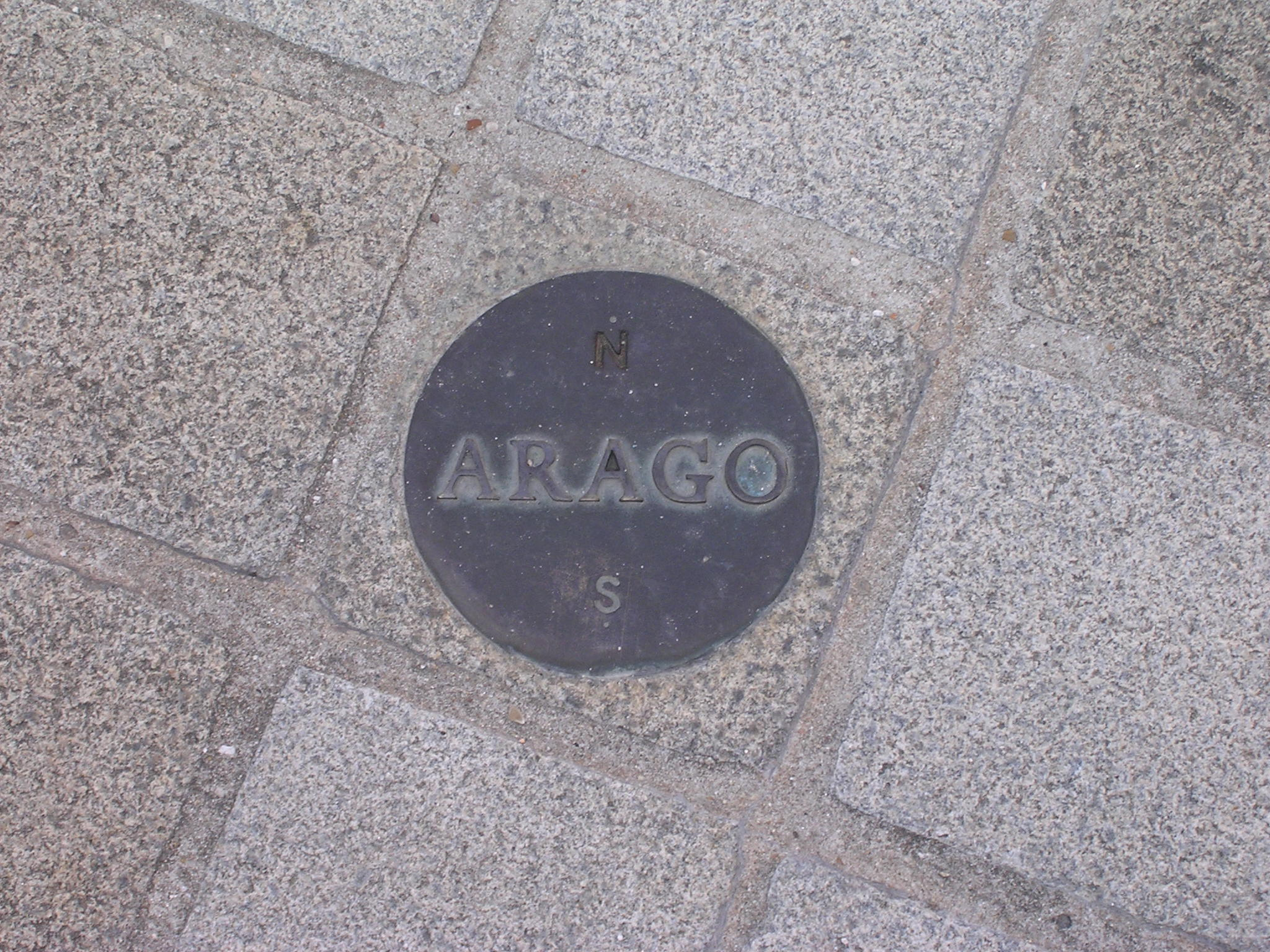
Медальйон паризького меридіана на вулиці міста

Місто розташоване в центрі Паризького басейну, приблизно 65 м над рівнем моря. Межі житлових кварталів Парижа окреслені кільцевою автодорогою протяжністю 36 кілометрів. До території Парижа також відносять розташований на захід від міста Булонський ліс і розташований на сході Венсенський ліс. Периметр міста становить 54,74 км Площа міста становить 105 км², якщо включати площу цих парків, і близько 87 км² без них.
Зі сходу на захід протяжність міста складає 18 км, з півночі на південь — 9,5 км. Найвища точка міста (128,21) — у районі Монмартра, на тротуарі на розі між стіною огорожі біля будинку за адресою 2, rue de Mont Cenis і будівлею за адресою 4, rue de Mont Cenis. Абсолютний висотний мінімум (30,5 м) розташований у XV окрузі на перетині вулиць Leblanc і St. Charles
Паризький меридіан довгий час був нульовим меридіаном на французьких картах. Лінія паризького меридіана відзначена зараз 135 пам'ятними бронзовими відмітками на бруківці, тротуарах і будівлях. На цій лінії розташована й Паризька обсерваторія.
Антипод Парижа лежить у водах Тихого океану, на південному сході від Нової Зеландії, неподалік від островів Антиподів.

### Клімат

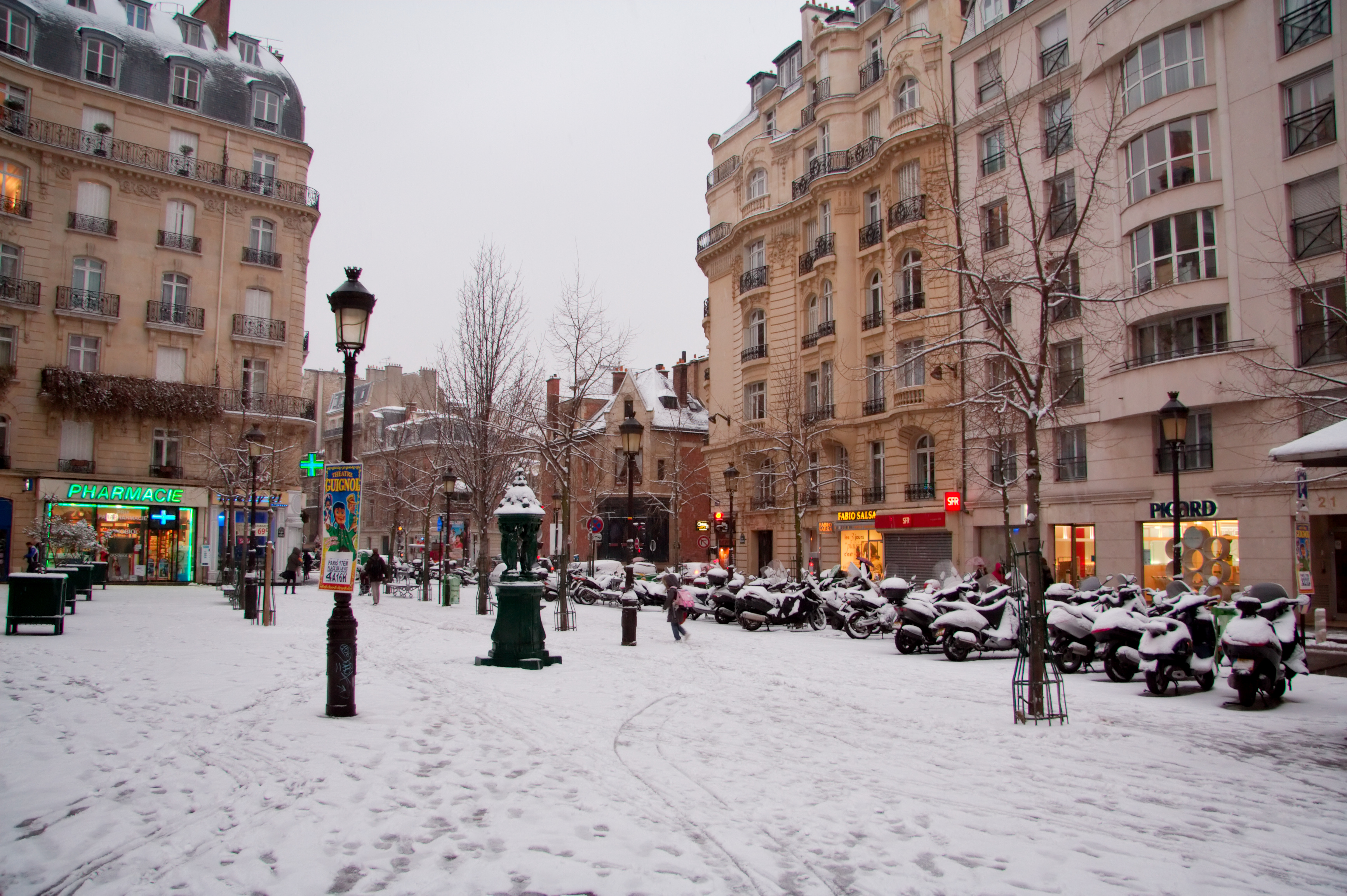
Зима в Парижі

Метеоспостереження в Парижі ведуться безперервно починаючи з 1873 року на метеостанції в парку Монсурі. Париж розташований у зоні помірного клімату. Близькість до моря сприяє проникненню теплих і вологих повітряних мас, а вторгнення холодного континентального повітря відбувається найчастіше з півночі й північного сходу. Середня річна температура становить 12,0 °C, найхолодніший місяць — січень (4,7 °С), найспекотніші — липень або серпень (20 °С), середня річна кількість опадів — 600 мм. Найбільш дощовий місяць — травень (64,9 мм), найменша кількість опадів випадає в лютому — 43,7 мм [4]. За багаторічними спостереженнями, на рік припадає 111 дощових днів, 18 днів — зливові дощі з грозами, 11 днів у році випадають опади у вигляді снігу. Мікроклімат Парижа, обумовлений скупченістю й забрудненням, відрізняється температурою повітря (у середньому на 2 °C вищою від середньої температури в регіоні; різниця може доходити до 10 °C), зниженою вологістю, меншою світлістю в денний час і світлішими ночами. Напрямок панівного вітру відповідно до рози вітрів, побудованої за даними спостережень станції Météo-France — південно-західний.
Найспекотнішим за історію метеоспостережень днем у Парижі було 28 липня 1947 року, коли відмітки термометрів піднялися до 40,4 °C. Найнижча температура була зареєстрована 10 грудня 1879 року — −23,9 °C. Найрізкіша зміна температури протягом 24 годин — 31 грудня 1978 року: температура впала з +12 °C до −10 °C. Найсильніший вітер — 169 км/год, грудень 1999 року (див. також Tempêtes de fin décembre 1999 en Europe). Зниження температури нижче від 0 °С уважається холодом, а нижче від –10 °С — екстремальним холодом, у цей період мобілізуються соціальні служби міста для допомоги бездомним.
| Клімат міста, 1981–2010                    | Клімат міста, 1981–2010 | Клімат міста, 1981–2010 | Клімат міста, 1981–2010 | Клімат міста, 1981–2010 | Клімат міста, 1981–2010 | Клімат міста, 1981–2010 | Клімат міста, 1981–2010 | Клімат міста, 1981–2010 | Клімат міста, 1981–2010 | Клімат міста, 1981–2010 | Клімат міста, 1981–2010 | Клімат міста, 1981–2010 | Клімат міста, 1981–2010 |
| Показник                                   | Січ.                    | Лют.                    | Бер.                    | Квіт.                   | Трав.                   | Черв.                   | Лип.                    | Серп.                   | Вер.                    | Жовт.                   | Лист.                   | Груд.                   | Рік                     |
| Абсолютний максимум, °C                    | 16,1                    | 21,4                    | 25,7                    | 30,2                    | 34,8                    | 37,6                    | 40,4                    | 39,5                    | 36,2                    | 28,4                    | 21                      | 17,1                    | 40,4                    |
| Середній максимум, °C                      | 7,2                     | 8,3                     | 12,2                    | 15,6                    | 19,6                    | 22,7                    | 25,2                    | 25,0                    | 21,1                    | 16,3                    | 10,8                    | 7,5                     | 16,0                    |
| Середня температура, °C                    | 5,0                     | 5,6                     | 8,8                     | 11,5                    | 15,3                    | 18,3                    | 20,6                    | 20,4                    | 16,9                    | 13,0                    | 8,3                     | 5,5                     | 12,5                    |
| Середній мінімум, °C                       | 2,7                     | 2,8                     | 5,3                     | 7,3                     | 10,9                    | 13,8                    | 15,8                    | 15,7                    | 12,7                    | 9,6                     | 5,8                     | 3,4                     | 8,5                     |
| Абсолютний мінімум, °C                     | −14,6                   | −14,7                   | −9,1                    | −3,5                    | −0,1                    | 3,1                     | 6                       | 6,3                     | 1,8                     | −3,1                    | −14                     | −23,9                   | −23,9                   |
| Середня кількість сонячних годин на місяць | 62,5                    | 79,2                    | 128,9                   | 166,0                   | 193,8                   | 202,1                   | 212,2                   | 212,2                   | 167,9                   | 117,8                   | 67,7                    | 51,4                    | 1661,7                  |
| Норма опадів, мм                           | 53.7                    | 43.7                    | 48.5                    | 53                      | 65                      | 54.6                    | 63.1                    | 43                      | 54.7                    | 59.7                    | 51.9                    | 58.7                    | 649.6                   |
| Днів з опадами                             | 10,2                    | 9,3                     | 10,4                    | 9,4                     | 10,3                    | 8,6                     | 8                       | 6,9                     | 8,5                     | 9,5                     | 9,7                     | 10,7                    | 111,5                   |
| ------------------------------------------ | ----------------------- | ----------------------- | ----------------------- | ----------------------- | ----------------------- | ----------------------- | ----------------------- | ----------------------- | ----------------------- | ----------------------- | ----------------------- | ----------------------- | ----------------------- |
| Джерело: Meteo France                      |                         |                         |                         |                         |                         |                         |                         |                         |                         |                         |                         |                         |                         |

## Екологія

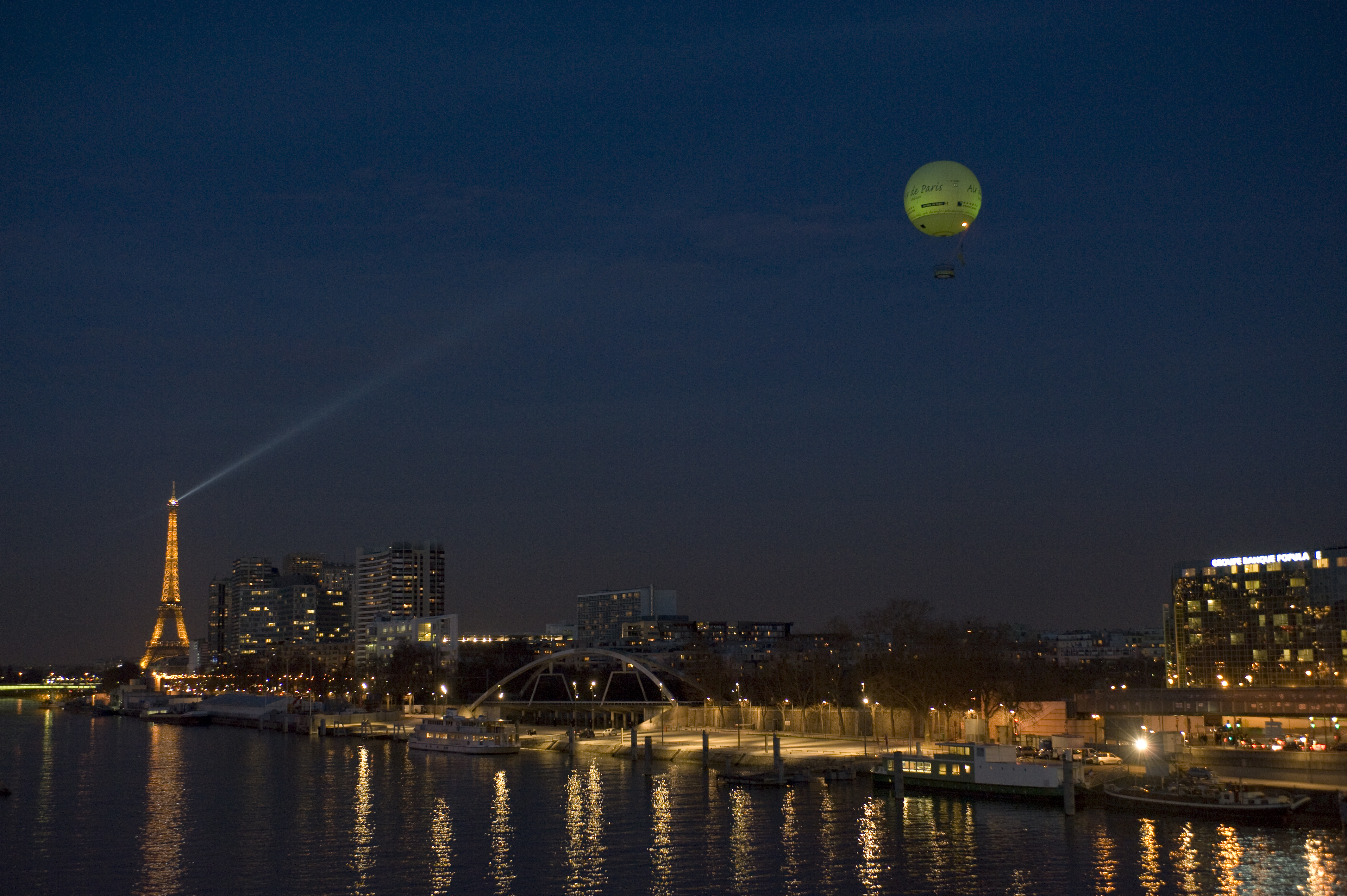
Повітряна куля над Парижем, яка вивчає стан повітря

Як у кожному великому місті, стан довкілля відчуває на собі фактори життєдіяльності багатомільйонного населення. За статистикою, столиця Франції та прилеглий Паризький регіон входять у першу сотню найбільш густонаселених агломерацій на планеті. У межах міста об'єктів промисловості небагато внаслідок процесу деіндустріалізації, який розпочався в середині XX століття, завдяки чому забруднення ґрунтів не є гострою проблемою, натомість шумове забруднення, транспортні вихлопи — головні проблеми екології цього міста. Слід додати до цього також дефіцит паркових зон у французькій столиці та відставання за цим показником від інших великих європейських міст (14,5 м² на людину). 2002 року в Парижі запроваджено практику сортування сміття. Велика увага приділяється чистоті повітря: наприклад, над Парижем щодня запускається повітряна куля, колір якої змінюється залежно від якості повітря. Кулю видно в радіусі 40 км.. Крім того, за станом повітря в місті з 1979 року спостерігає організація AIRPARIF, а рівні забруднення за шкалою від 1 до 10 афішуються на багатьох електронних табло міста. За офіційними даними, якість повітря значно покращилася за останнє десятиріччя за багатьма параметрами. Що ж стосується річкової екосистеми, то ще два десятиліття тому екологічний стан Сени був не найкращим, про що свідчило масове вимирання риби в 1990 і 1992 роках. 1988 року Жак Ширак, бувши мером Парижа, заявив, що через 5 років у Сені можна буде купатися, і справді, за останні роки якість води в Сені покращилася за багатьма параметрами настільки, що сьогодні в її водах у межах міста мешкає близько 28 видів риб.
У місті також робляться спроби боротьби із шумовим забрудненням, основна причина якого — автомобільний транспорт. Наприклад, заплановано використовувати звукоізоляційні технології в житлових будинках, у дорожньому будівництві, обмеження максимальної швидкості руху в центрі, посилення санкцій проти мотоциклістів. Проте за статистикою 54 % опитаних парижан турбує шум, а житло 150 000 осіб виходить вікнами на вулицю, де рівень шуму перевищує 70 дБ. Окрім того, Париж також сумно відомий великою кількістю собачих екскрементів на тротуарах.

## Гідрографія
Сена виявилася найважливішим фактором для створення й розвитку міста, початок якому поклали численні на той час острови на річці. З островів, що лежать у межах міста, найбільший інтерес становить Острів Сіте. Заселений ще в античні часи, він є колискою Парижа. Саме тут розташовано багато історичних пам'яток, як-от Собор Паризької Богоматері, Сент-Шапель, Консьєржері.
Традиційно місто поділяється на правий берег (торгова, ділова частина міста) і лівий берег (культурна, освітня частина міста).
Довжина Сени в межах Парижа — 12,78 км, глибина її варіює від 3,8 м (поблизу мосту Насьйональ) до 5,7 м (біля мосту Мірабо), ширина русла — від 30 м (набережна Монтебелло до 200 м — біля мосту Гренель). Найнижчий рівень води в історії — 26,39 м, відмітка з історичними рівнями води висить на стіні набережної острова Святого Людовіка. Швидкість течії води — 2 км/год, потужність потоку — 273 м³/с, середня температура — 14,1 °С.

### Водозабезпечення і санітарія
Париж у своїй ранній історії черпав воду лише з Сени і її лівої невеличкої притоки Б'євр. Пізніші джерела постачання води — римський акведук I століття з розташованого на південь містечка Віссу (згодом занепав); від кінця XI століття воду брали із джерел пагорбів правого берега; у XV столітті збудовано водопровід, що йшов приблизно тим самим шляхом, що занедбаний римський акведук з Віссу; від 1809 року канал (DE L'Ourcq) почав забезпечувати Париж водою з менш забруднених річок на північному сході столиці. Париж мав своє перше постійне й повноводне джерело питної води тільки від кінця XIX століття: 1857 року інженер Ежен Белґранд за Наполеона III та префекта Жоржа Ежена Османа, що опікувався будівництвом низки нових мереж водопостачання, які забезпечили водою все місто, піднявши її з декількох водних пластів, що розміщалися в прибережних горах поблизу моря. Відтоді нова система водопостачання стала основним джерелом питної води в Парижі, а залишки старої системи надходять у нижні рівні водомереж, і відтоді їх використовують для прибирання вулиць Парижа. Ця система, як і раніше, складає більшу частину сучасних мереж водопостачання Парижа.

## Історія

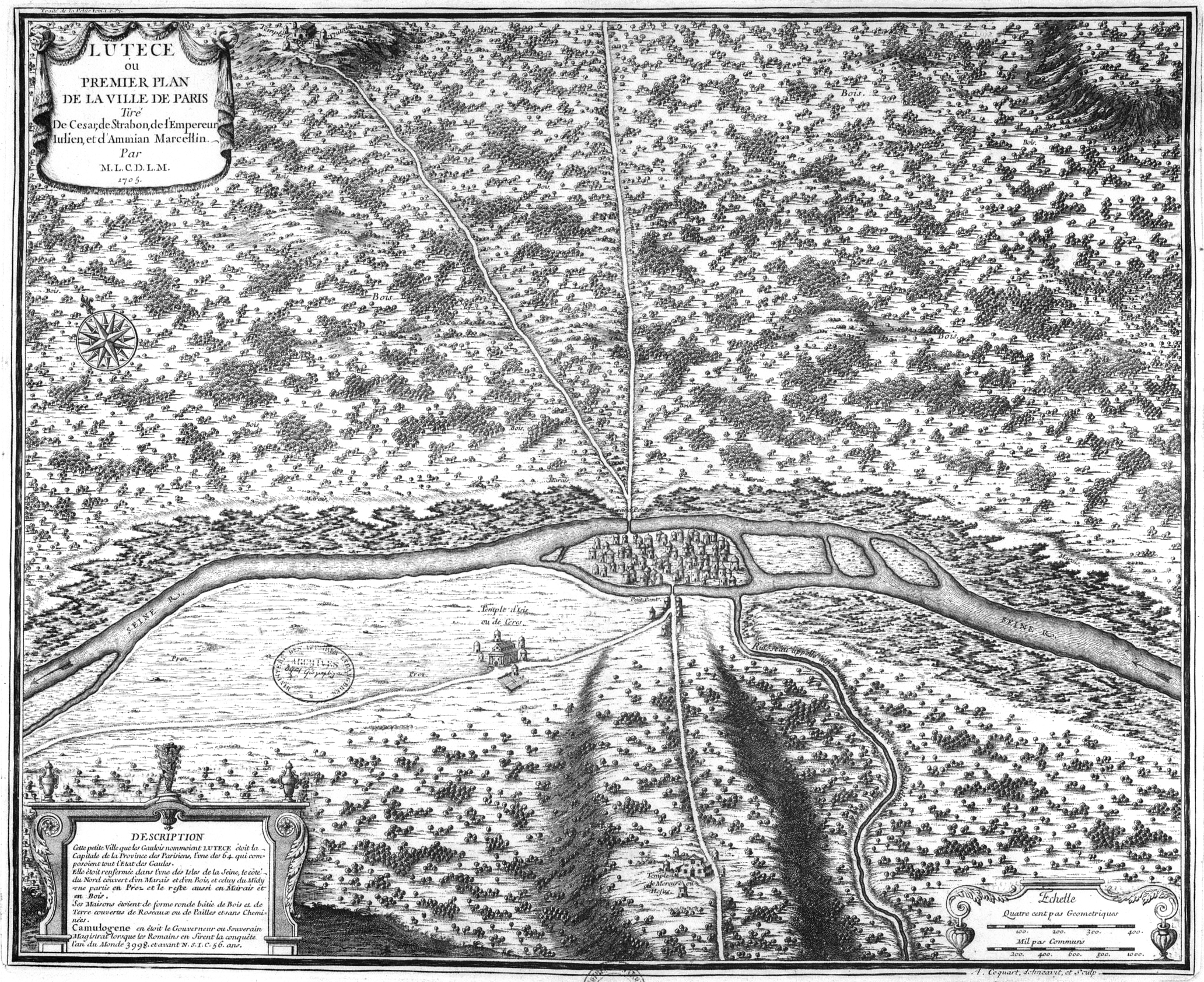
План Лютеції

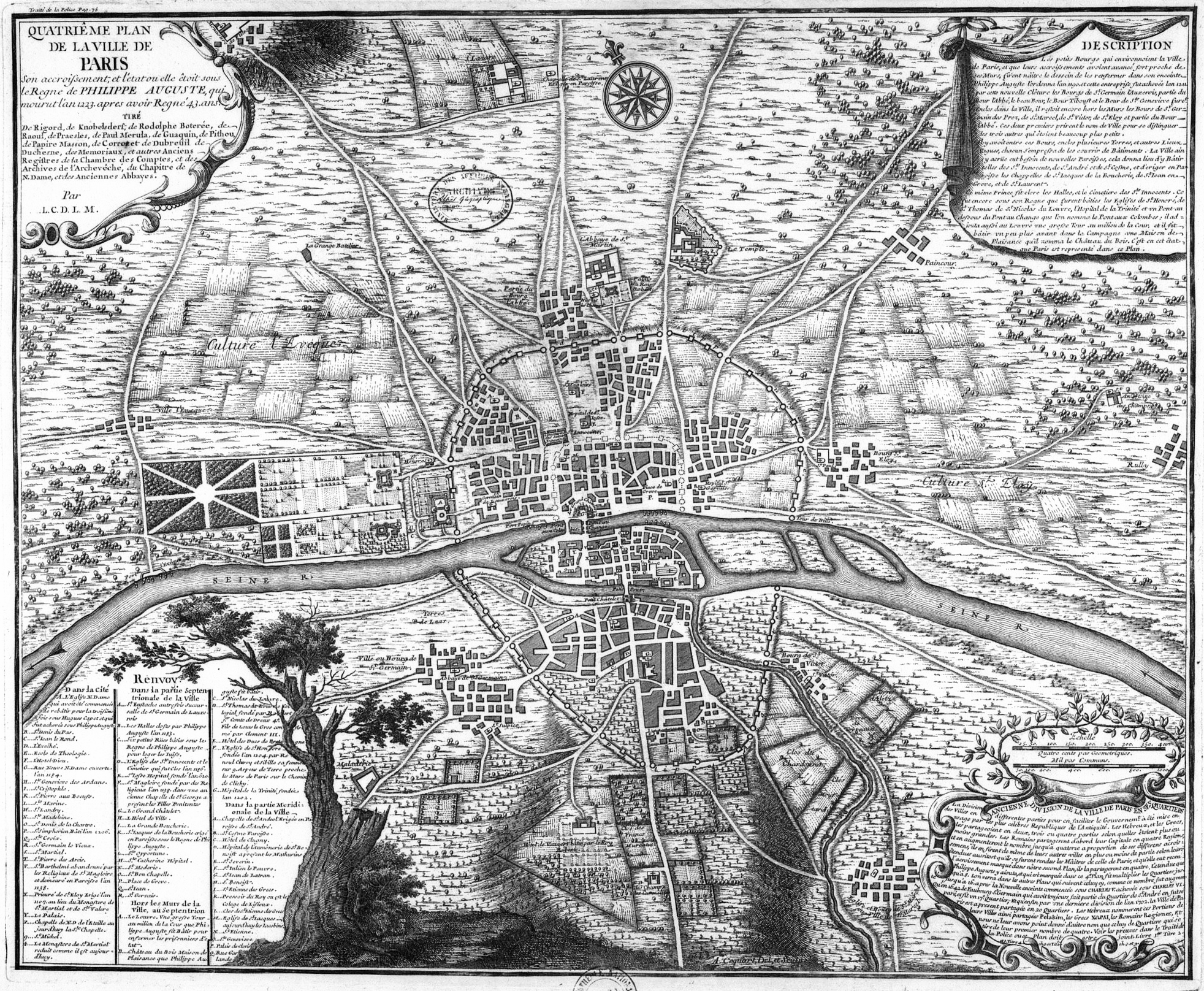
План Парижа, 1223 рік

Штурм Бастилії

### Заснування міста
Місто було засноване в середині III століття до н. е., розвинувшись із кельтського поселення Лютеція племені паризіїв на місці острова Сіте. Сучасна назва міста походить від імені цього племені. Перша письмова згадка про Лютецію зустрічається в 6-й книзі Юлія Цезаря про Галльську війну 53 р. до н. е.
Коли в 52 році до н. е. римляни після першої невдалої спроби вдруге спробували підійти до міста, паризії підпалили Лютецію й зруйнували мости. Римляни залишили їм острів і збудували на лівому березі Сени нове місто. Там вони звели терми, форум і амфітеатр. У Римській імперії місто не мало великого впливу.

### Середньовіччя
Правління римлян скінчилося 508 року з приходом франків. Римський палац, розташований на острові Сіте, франки неодноразово перебудовували для власних потреб. Цей палацовий комплекс, знаний як Палац Сіте (фр. Palais de la Cité), зберігся лише частково. Уціліли споруди Консьєржері, Палацу Правосуддя й Сент-Шапель, які, щоправда, зазнавали частих перебудов. Найдавніша збережена частина палацу була споруджена в першій половині XIII століття за часів Людовика IX — це каплиця Сент-Шапель, архітектора П'єра Монтрея. Дещо пізнішого часу — фортечні вежі, розташовані поряд з Сент-Шапель: Срібна вежа (фр. Tour d’Argent), Вежа Цезаря (фр. Tour de César) та Годинникова вежа (фр. Tour de l’Horloge), споруджені за Філіппа IV Вродливого. За масивними фортечними мурами розташовувалася королівська адміністрація Консьєржері (від фр. Concierge), яку вже від 1400 року використовували, як в'язницю, а за часів Французької революції називали «залою чекання на гільйотину».
Ще 1358 року Палац Сіте перестав бути резиденцією французьких королів, які були переїхали спершу до Готелю Сен-Поль, що не зберігся, а потім до Венсенського замку. Відомий усьому світові Лувр збудовано ще за часів Філіппа II 1190 року. Тоді Лувр був лише фортецею на західній околиці Парижа. Королівською резиденцією він став за часів Карла V. 1190 року збудовано міський мур на правому березі Сени, а 1210 — на лівому.
Починаючи з XI століття Париж — один з центрів європейської освіти, насамперед релігійної. У XII столітті в місті з'явився Паризький університет, визнаний королем Філіпом II 1200 року. У XIII столітті Робер де Сорбон при університеті заснував Сорбоннський коледж, назва якого згодом стала асоціюватися з усім Паризьким університетом.

### Новий час
У часи гугенотських воєн (1562—1598) місто залишалося в руках католиків. 24 серпня 1572 року у Варфоломіївську ніч у Парижі вбито тисячі гугенотів.
За часів Людовика XIV королівська резиденція переїхала в Версаль, проте Париж як і раніше залишався політичним і економічним центром Франції. За Людовика XIV в місті з'явилося вуличне освітлення, модернізовано водопостачання, засновано перші лікарні Дім Інвалідів та Сальпетрієр. Міський мур розібрано, а на його місті облаштовано так званий Новий двір (Nouveau Cours), що згодом став бульварним кільцем Парижа.
1844 довкола міста збудовано третій міський мур, на місці сьогоднішньої кільцевої дороги довкола міста. У найближчих околицях Парижа були зведені фортифікаційні споруди завдовжки 39 км із 94 бастіонами й 16 фортами, що на той час було найбільшою міською захисною системою у світі.
У 1855, 1867, 1878, 1889, 1900 та 1937 роках у Парижі проходили так звані Світові виставки, які ще більше підняли престиж міста.
Катастрофічний перебіг Франко-прусської війни 1870—1871 років призвів до занепаду Другої імперії та зайняття Парижа німецькими військами, Паризька комуна, що складалась із робітників, ремісників та дрібних буржуа, виступила проти тимчасового консервативного уряду республіки.
За часів Третьої республіки аж до 1914 року Париж знову переживав часи свого розквіту, цей період увійшов в історію під назвою «Прекрасна епоха», Франція переживала небувалий підйом і економічний розвиток. Архітектура цього періоду представлена сьогодні такими спорудами, як Ліонський вокзал, Міст Александра III та деякими станціями метро.
У 1900 і 1924 роках Париж приймав II та VIII Олімпійські ігри нового часу.
1921 року місто мало найбільшу кількість населення за всю свою історію — близько 3 млн мешканців.
У роках Другої світової війни місто було зайняте німецьким вермахтом, окупація продовжилася до кінця серпня 1944 року. На щастя, місто під час війни не дуже постраждало.
У травні 1968 року паризький Латинський квартал став центром студентської революції, яка змінила обличчя країни й всієї Європи.
2005 року відбулися нові масові виступи, що увійшли в історію під назвою Війна передмість, тоді заворушення перекинулися й на інші міста країни.

## Демографія
На території Парижа проживає 19,3 % населення регіону Іль-де-Франс і 3,6 % населення Франції. Таким чином Париж є найгустонаселенішим районом Франції з середньою щільністю населення 20 433 осіб/км². Щільність населення варіюється залежно від округу. Округ з найменшою щільністю населення — 12-й (8370 осіб/км²) за рахунок включення в територію округу Венсенського лісу і 1-й (9228 осіб/км²). Найбільш густонаселеним вважається 11-й округ зі щільністю населення понад 40 000 осіб/км².

### Демографічний розвиток міста
В античні часи й середньовіччя внаслідок численних воєн, епідемій і масового голоду число жителів часто різко падало. Наприклад, під час епідемії холери 1832 року померло приблизно 20 000 осіб.
Індустріалізація XIX століття призвела до значного росту населення. 1921 року кількість населення склала 3 мільйони; ця цифра досі є рекордною за всю історію Парижа. Сьогодні в Парижі мешкає трохи більш ніж два мільйони осіб.
Зворотна ситуація спостерігається в передмістях за рахунок їхнього розширення — 1921 року тут проживало 4,85 мільйона осіб, 2006 — уже 11,6 млн.
За рахунок того, що після виходу на пенсію більшість парижан переїжджає в передмістя й на південь Франції, Париж є досить «молодим» містом. Тут проживає велика кількість неодружених осіб обох статей (51,5 % всього населення міста) — пересічна паризька сім'я складається з 1,88 людини. Сумарний коефіцієнт народжуваності становить 1,64 — велика частина паризьких сімей має лише одну дитину. На 2004 коефіцієнт народжуваності становив 14,8, коефіцієнт смертності — 6,6. Таким чином природний приріст населення склав + 8,1, а загальний + 2,1.

### Етнічний склад
Зараз у Парижі проживають близько 310 000 іноземців, що становить 14,5 % населення Парижа. Лише третина з них — вихідці з ЄС. Здебільшого це іммігранти з Португалії, Алжиру, Марокко та інших країн Європи й Африки.

### Народилися в Парижі
- Шарль Бодлер
- Шарль Лебрен
- Шарль Гарньє

### Українці в Парижі

#### Померли
- Олександр Бойків — діяч УВО та ОУН, особистий секретар лідера Організації українських націоналістів Євгена Коновальця
- Нестор Махно — керівник селянського повстанського руху в Україні в 1918—1921 роках, анархіст, військовий та політичний діяч, видатний тактик ведення партизанської війни
- Михайло Омелянович-Павленко — визначний український діяч, генерал-полковник Армії УНР, український воєначальник, до 1917 року полковник російської армії, за доби УНР
- Симон Петлюра — Головний отаман військ УНР, голова Директорії УНР
- Микола Шумицький — український громадсько-політичний діяч, архітектор та дипломат. Полковник Армії УНР.
- Б'янка Чубар — українська дослідниця механізмів органічних реакцій, науковиця Національного центру наукових досліджень Франції.

#### Місто-рятівник
18 квітня 2023 року за виявлені гуманізм, милосердя і солідарність з Українським народом, всебічну допомогу громадянам України, які вимушено залишили Батьківщину внаслідок збройної агресії Російської Федерації проти України, а також вагому підтримку України у захисті її незалежності та суверенітету Президент України Володимир Зеленський присвоїв Парижу почесну відзнаку «Місто-рятівник».

## Адміністрація

### Адміністративний устрій
Протягом майже всієї історії Парижа за винятком кількох нетривалих періодів ним керували безпосередньо представники короля, імператора або президента Франції. 1974 року Національні Збори надали Парижу муніципальну автономію. Першим сучасним обраним мером Парижа був Жак Ширак, обраний у березні 1977, ставши першим мером міста від 1871 року і тільки четвертим від 1794. Діючий мер Парижа — Анн Ідальго, уперше обрана у квітні 2014 року й переобрана в червні 2020.
Париж поділяється на 20 адміністративних округів (фр. arrondissement), нумерація яких іде від центру по спіралі за годинниковою стрілкою. Номер округу є водночас останніми двома цифрами поштового індексу Парижа (Наприклад, XIV округ має індекс 75014).

### Органи влади
Від березня 2001 до квітня 2014 мером Парижа був Бертран Деланое від Соціалістичної партії Франції. 2001 року за нього проголосували 92 зі 163 членів міської ради, натомість його конкурент Жан Тібері отримав лише 12 % голосів. У березні 2008 Деланое був повторно обраний на посаду мера міста. 2014 року мером Парижа обрано Анн Ідальго — першу жінку на цій посаді за всю історію міста.

## Економіка
Париж — найважливіший економічний центр Франції: тут виробляється 10 % ВВП країни. Майже чверть усіх виробничих підприємств країни відкрила в метрополії свої офіси й штаб-квартири. У місті створено 349 000 підприємств, що мають 1640 тисяч робочих місць, а це в перерахунку на всіх працездатних парижан становить 1,5 робочого місця на людину. А втім, число безробітних парижан становить 8,7 %, що, однак нижче, ніж у цілому по країні (9,3 %), за даними на кінець 2010 року.
Основна маса (85 %) робочих місць Парижа належить до сфери послуг. Попри те, що промисловість активно виводиться за межі міста, вона досі дає близько ста тисяч робочих місць. Приблизно стільки ж робочих місць припадає на дрібні підприємства, зайняті у сфері сервісу (35 %), виробництва (30 %), будівництва (20 %) і харчування (15 %).
Розвинений туристичний бізнес: у середньому на рік французьку столицю відвідують 27 млн туристів, що у 12 разів більше від чисельності населення міста. 2007 року китайські туристи витратили 79 млн євро в паризьких магазинах такс-фрі, японці — 87 млн євро, російські — 72 млн євро, і американці — 71 млн євро.
У Парижі розташувалася велика частина французьких банків, страхових компаній та інших фінансових підприємств. Основні французькі телекомунікаційні компанії також розташовані головно в Парижі: Vivendi Universal, Groupe Lagardère, Groupe TF1. У Парижі перебувають також видавництва найбільших щоденних газет (див. розділ про ЗМІ), і безліч інших видавництв.
Сьогодні Париж (разом з відкритим у 50—60-х роках у передмісті Парижа діловим центром Дефанс) є одним з найважливіших торговельних центрів Європи.
Завдяки зосередженню французьких і міжнародних фірм у місті, Париж забезпечує приблизно третину ВВП країни.

### Рівень зайнятості
У 2007 році серед 1 569 679 осіб у працездатному віці (15—64 років) 1 189 388 були активні, 380 291 — неактивна (показник активності 75,8 %, у 1999 році було 74,0 %). З 1 189 388 активних працювало 1 057 058 осіб (531 882 чоловіки та 525 176 жінок), безробітних було 132 330 (64 966 чоловіків та 67 364 жінки). Серед 380 291 неактивної 201 686 осіб було учнями чи студентами, 66 523 — пенсіонерами, 112 082 були неактивними з інших причин.
2008 року в муніципалітеті числилося 1 061 697 оподаткованих домогосподарств, у яких проживали 2145494 особи, медіана доходів виносила 24 298 євро на одного особоспоживача.

## Культура й дозвілля

### Париж у списку Всесвітньої спадщини ЮНЕСКО

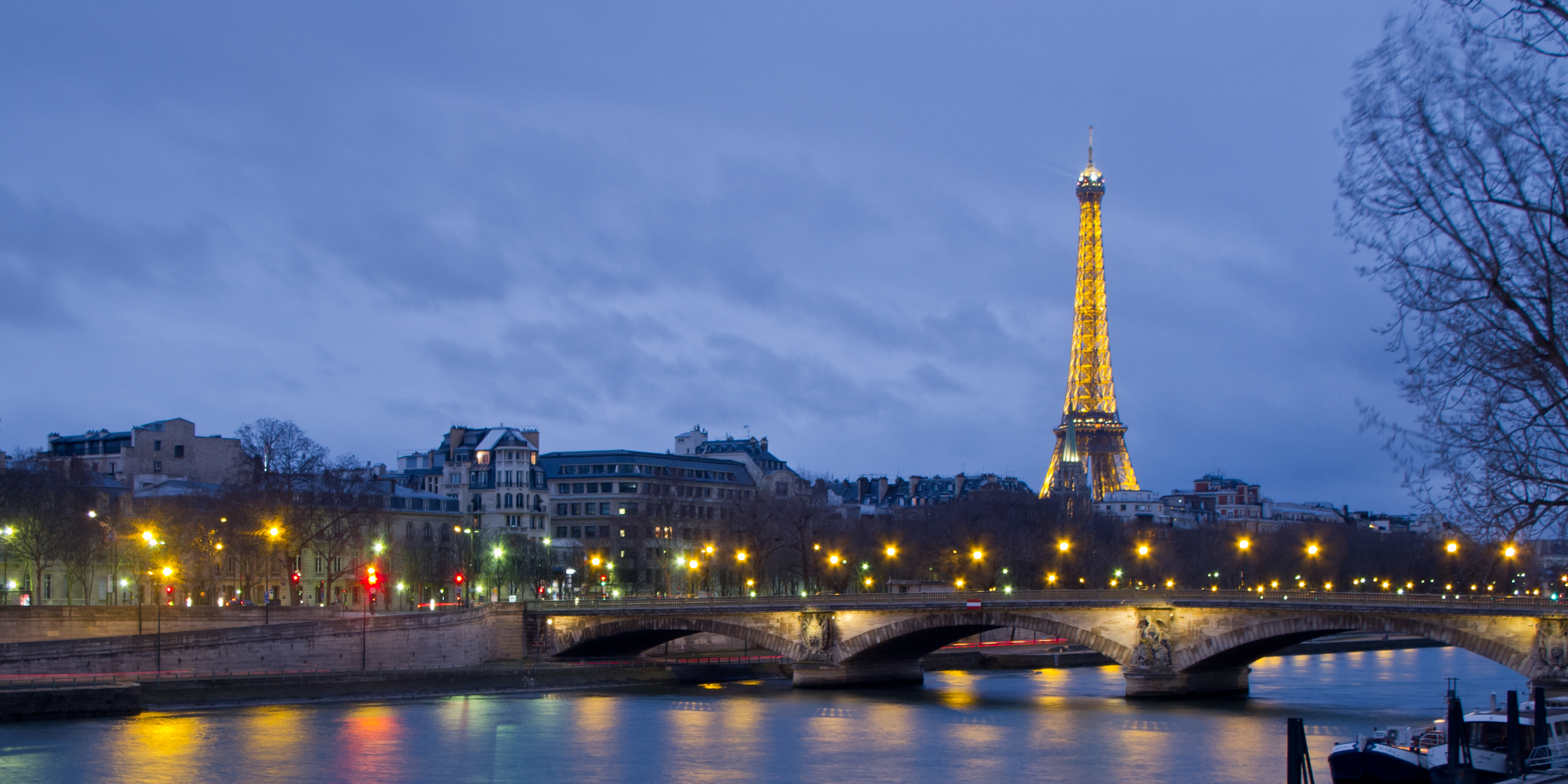
Набережні Сени

Набережні Сени в 1991 році увійшли в список Всесвітньої спадщини ЮНЕСКО. Приміський Палац Фонтенбло і Версальський палац занесено в список відповідно в 1979 і 1981 роках.

### Бібліотеки, архіви
Найбільша бібліотека Парижа — Національна бібліотека Франції, заснована в 1368 році королем Карлом V зі своєї особистої бібліотеки в Луврі. На момент заснування бібліотека налічувала всього 911 манускриптів, оскільки в ті часи було заведено знищувати після смерті монарха всі його документи. Цей звичай порушив Людовик XI, з якого і почалося розширення фонду. 1988 року президент Франсуа Міттеран оголосив про будування нової будівлі Національної бібліотеки за проєктом архітектора Домініка Перро. Зараз бібліотека налічує 30 мільйонів одиниць зберігання, з них понад 13 мільйонів друкованих видань. Зокрема, у збірці знаходиться рисунок проєкту будівлі ордену єзуїтів у Луцьку, автор Бенедетто Моллі.
Іншими визначними бібліотеками Парижа є Бібліотека Мазаріні, Бібліотека Святої Женев'єви, Публічна бібліотека інформації (розташована в Центрі Жоржа Помпіду), Бібліотека Арсеналу (частина Національної бібліотеки Франції), Історична бібліотека міста Парижа.
У XIX окрузі Парижа розташована українська Бібліотека імені Симона Петлюри.
У кварталі Маре розташований центральний корпус Національних архівів Франції

### Музеї
Музей Лувр, відкритий 1793 року в колишній резиденції французьких королів, складається з 8 тематичних відділів, де на площі 60 600 м² представлена одна з найбільших світових колекцій, що складається з 35 000 експонатів — шедеврів західноєвропейського мистецтва від Середньовіччя аж до 1848 року, а також античних цивілізацій стародавніх єгиптян, римлян, етрусків, цивілізацій Близького сходу і мистецтва ісламських народів. Саме тут зберігаються такі світові шедеври, як [Мона Ліза] (Джоконда) і Венера Мілоська.

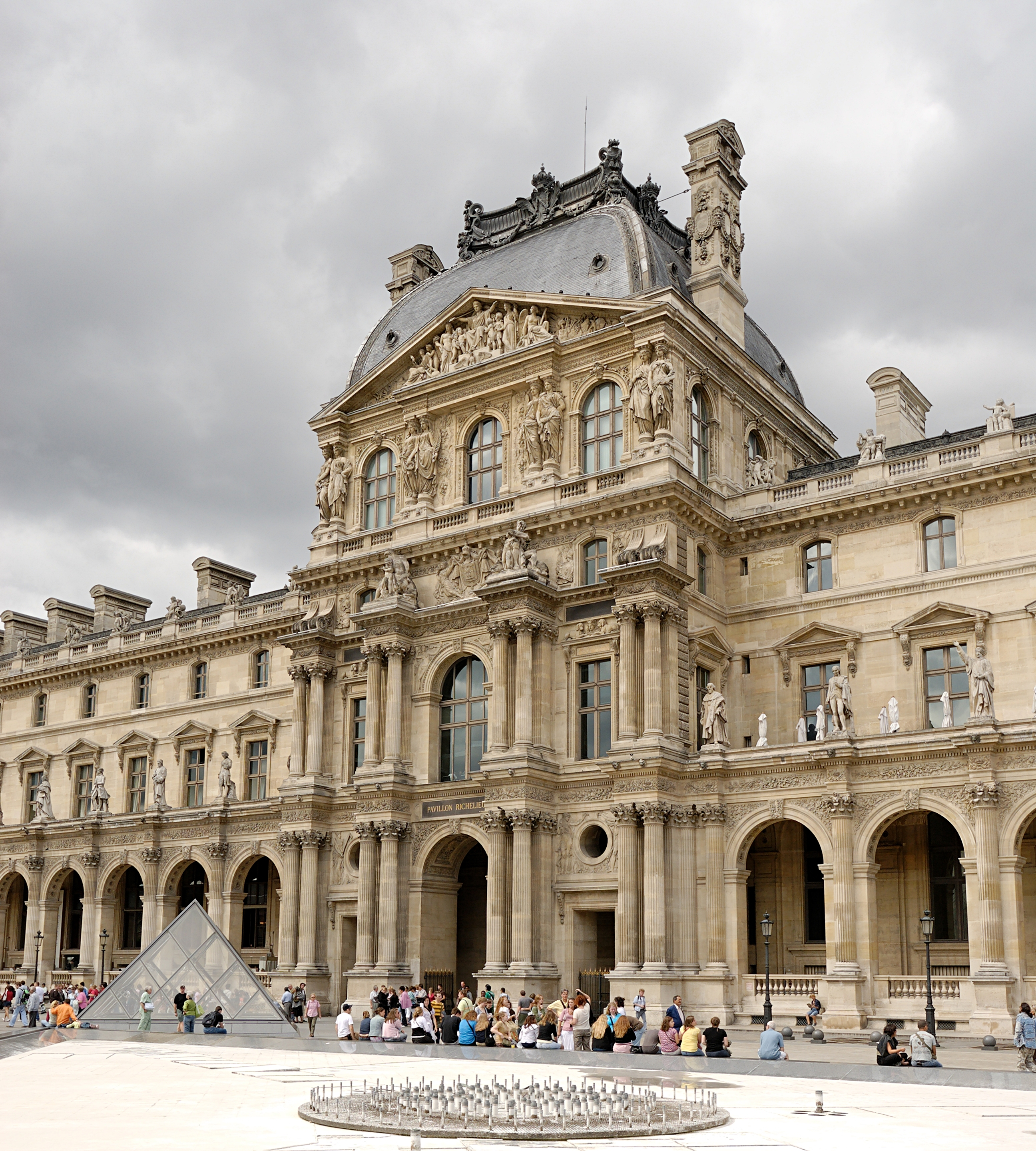
Лувр. Крило Рішельє

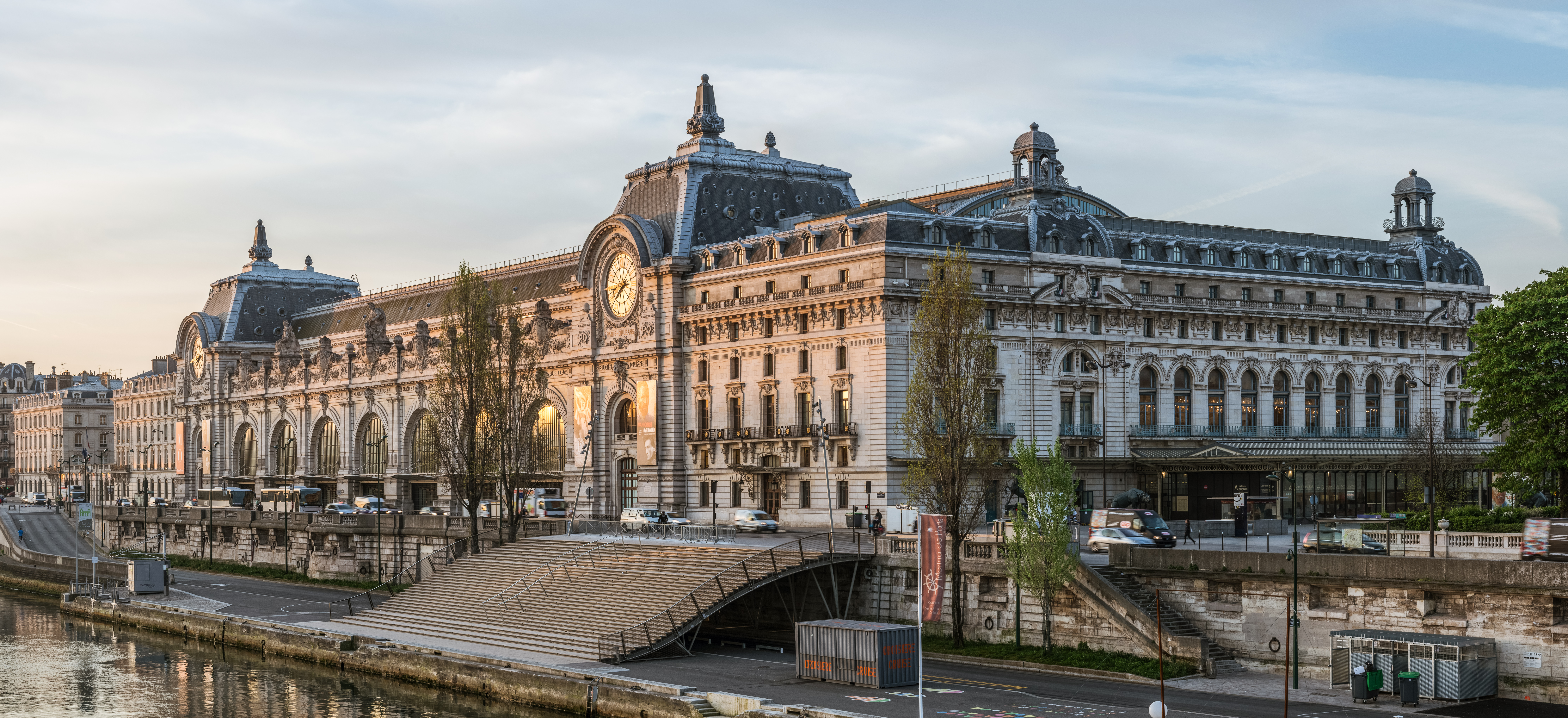
Музей д'Орсе

Музей д'Орсе розташувався в приміщенні колишнього залізничного вокзалу Орсе на березі Сени. Вокзальну будівлю споруджено за проєктом Віктора Лалу 1900 року для сполучення між Парижем і Орлеаном, однак вокзал закрито 1939 року. У 1980-х роках під керівництвом Гае Ауленте будівлю перероблено під новий музей. Музей д'Орсе насамперед знаменитий колекцією французьких імпресіоністів. Окрім того, тут виставляються картини, скульптури, фотографії та меблі періоду 1848—1914 років.
Центр Жоржа Помпіду, збудований 1977 року за проєктом Ренцо Піано, Річарда Роджерса і Джанфранко Франчіні, є головним осередком сучасного мистецтва Франції. У будівлі розташований не тільки музей сучасного мистецтва, а й бібліотека, кінозали, книжкові магазини й студії дитячої творчості. Особлива вже сама будівля центру: уся інфраструктура (ліфти, вентиляційні шахти, ескалатори) винесена назовні й розфарбована в яскраві кольори.
Музей Пікассо містить лише близько 250 картин, але є одним з найкрасивіших музеїв Парижа. Експозицію складають роботи самого Пікассо, а також зібрана ним колекція робіт інших художників — Жоржа Брака, Поля Сезанна, Анрі Матісса та Амедео Модільяні. Музей розташувався у відбудованому в 1656—1659 роках особняку Салі у кварталі Маре.
У середньовічному палаці абатів Клюні зараз розташовується Музей Середньовіччя (Музей Клюні) з колекцією середньовічних предметів мистецтва. Звідси можна потрапити в терми галло-римського періоду, руїни яких збереглися донині. У вересні 2000 поруч з будівлею музею закладено середньовічний сад (jardin médiéval) площею 5000 м².
До Всесвітньої виставки 1900 року спроєктовано Великий і Малий палаци, що й досі правлять за виставкові павільйони. У Великому палаці не тільки виставляються предмети мистецтва, але також проходять різні ярмарки-виставки, наприклад, автомобільна виставка Mondial de l'automobile de Paris. У Малому палаці розташувалися колекції живопису французького та італійського Ренесансу, а також картини фламандських і голландських майстрів.

### Театри

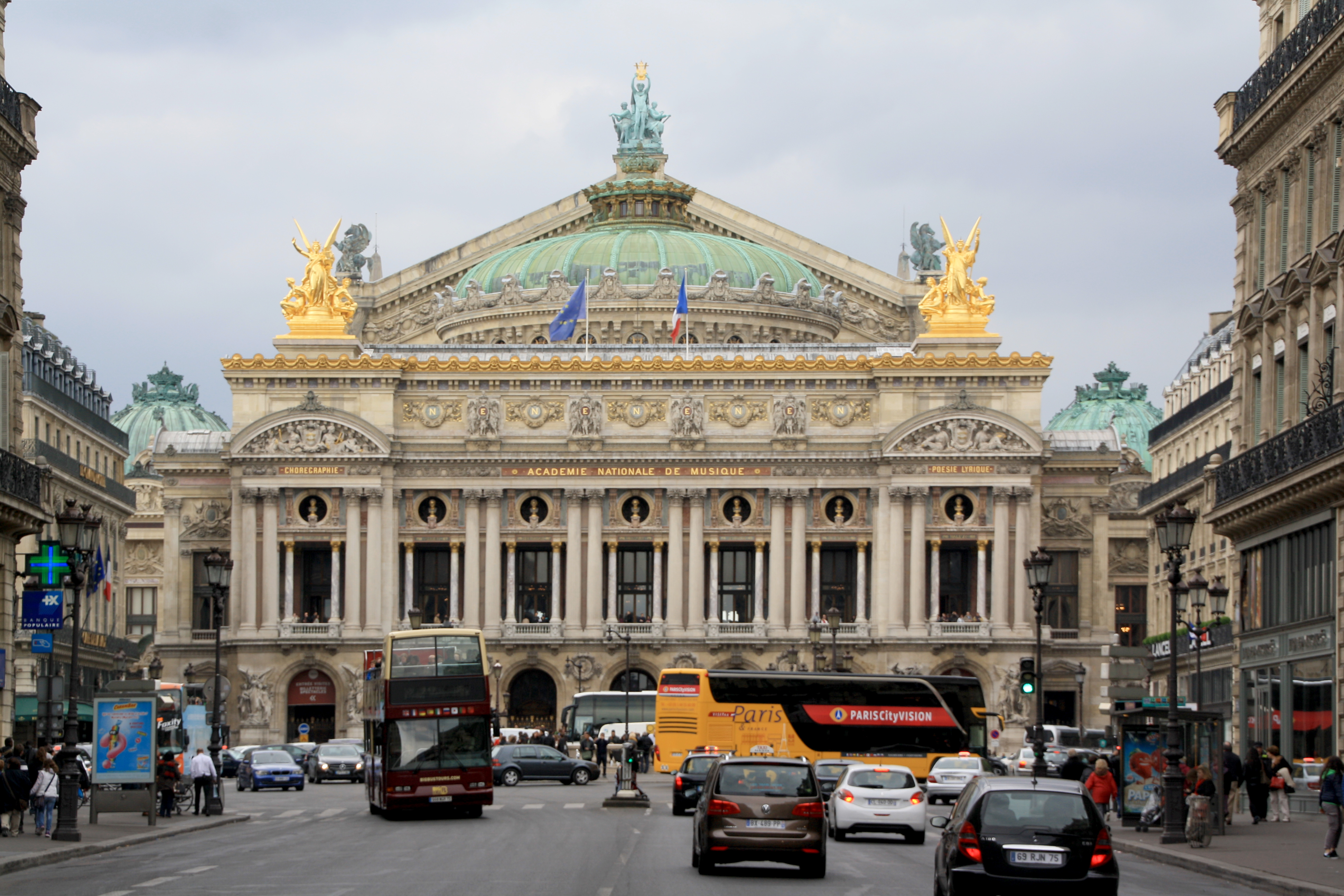
Опера Гарньє

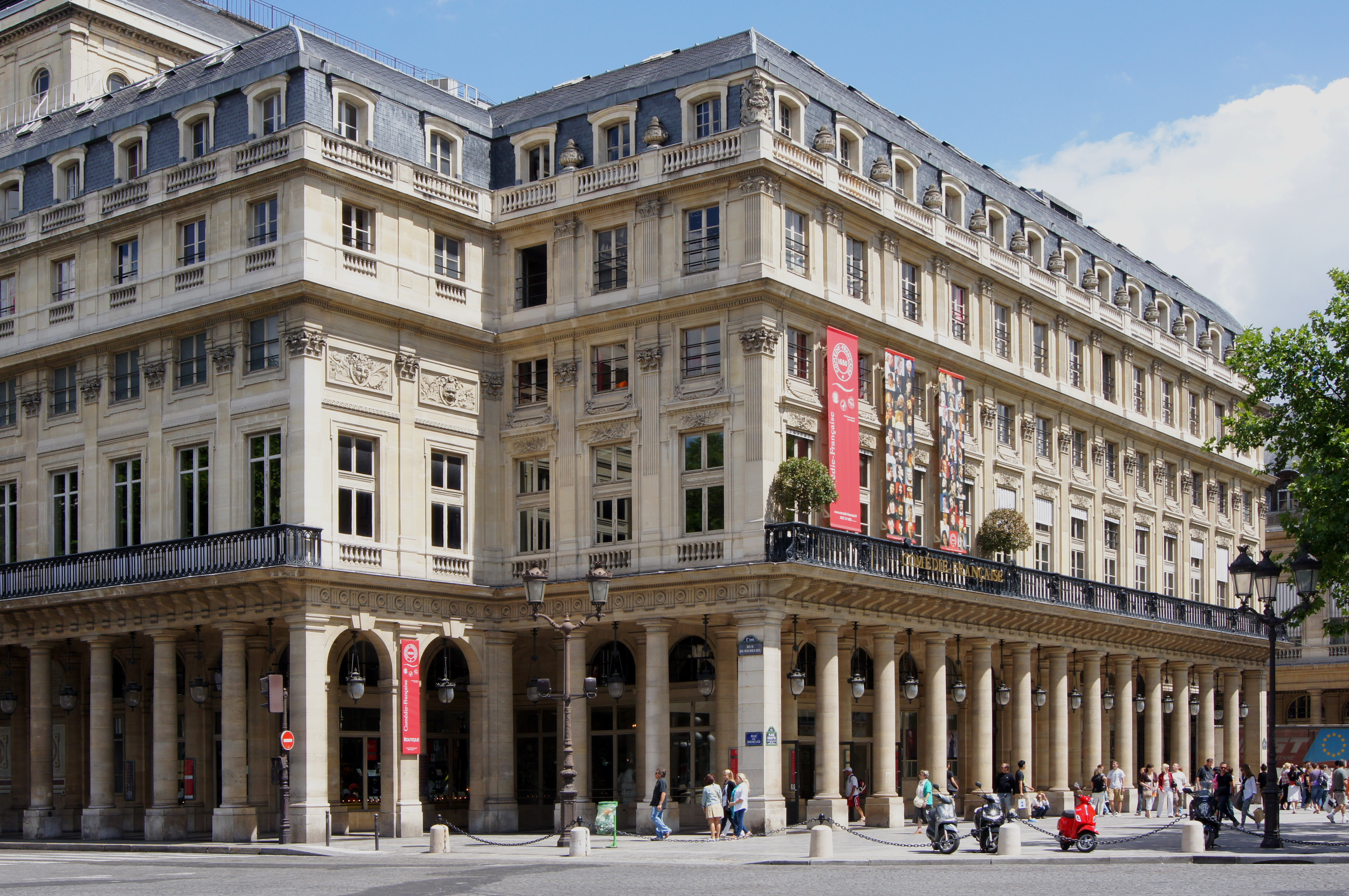
Комеді Франсез

Паризька опера зробила значний внесок у розвиток оперного мистецтва. Сьогодні в Парижі два оперні театри: Опера Гарньє, відома також як «Ґранд Опера», і Опера на Бастилії. Опера, що споруджена в 1875 і названа іменем архітектора Гарньє, має площу 11 237 м² і є найбільшим оперним театром у світі. Нова Бастильська опера існує лише з 1989 року. З моменту відкриття нової опери Палац Гарньє програє в технічному оснащенні і його насамперед використовують для балетних і класичних оперних вистав.
Знаменитий театр Комеді Франсез виник у 1680 зі злиттям колишнього театру Мольєра Illustre Théâtre з кількома театральними трупами. Серед акторів, що грали на сцені Комеді Франсез, були такі відомі особистості, як Сара Бернар і Жан-Луї Барро. Сьогодні театр виступає переважно з класичним репертуаром.

### Кабаре
Для шанувальників вар'єте в Парижі відкрито велику кількість кабаре. Найвідоміші з них — Мулен Руж, Лідо, Крейзі Хорс і Парадіз Латін у Латинському кварталі.
Одним із символів Парижа вважається реклама кабаре «Tournée du Chat Noir» (турне дю ша нуар) намальована Теофілом Стейнленом у 1896. Кабаре знаходилося в богемному районі Парижа — Монмартрі.

### Кінематограф
Кінематограф як видовищне мистецтво народився саме в Парижі — 28 грудня 1895 в «Гран-кафе» на бульварі Капуцинок відбувся перший публічний показ «Сінематограф братів Люм'єр».

### Гастрономія

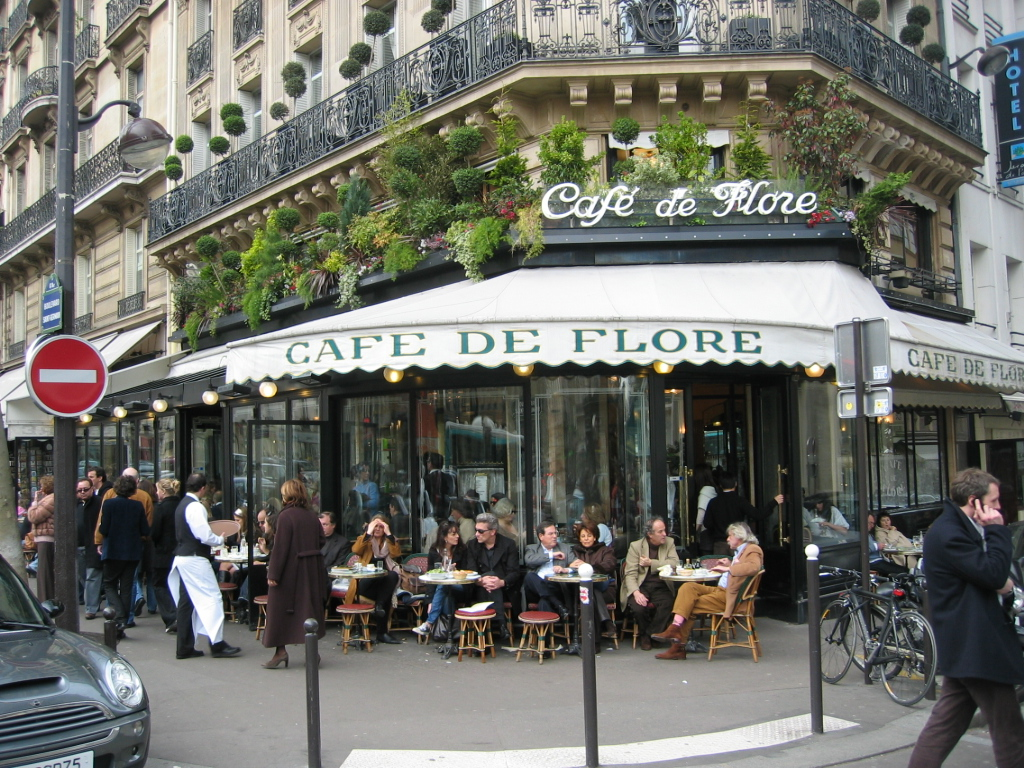
Кафе де Флор на бульварі Сен-Жермен

Ресторани в сучасному розумінні слова виникли в Парижі незадовго до Французької революції. Слово «ресторан» походить від французького дієслова restaurer, що означає «привести в норму», «додати сили» (той самий корінь, що в українського слова «реставрація»). Це слово довгий час застосовувалося до ситних страв, м'ясних бульйонів, а з другої половини XVIII століття — до закладів громадського харчування.
У 1786 вийшла постанова паризького прево, за якою дозволялося кухарям і рестораторам приймати відвідувачів до 23 (взимку) або до 24 годин (влітку). Для заможних містян стало звичкою призначати ділові, а також і особисті зустрічі не вдома, а в ресторані. Ресторанна справа розвивалося швидкими темпами, незабаром кількість ресторанів у Парижі вже було важко перерахувати.
Деякі паризькі кафе існують ще з часів епохи Просвітництва, коли вони виконували переважно соціальну функцію, ніж служили місцем для прийому їжі. Серед них Кафе Прокоп, перше літературне кафе (зараз вважається найстарішим рестораном Парижа) і Кафе де ля Режанс, що стало місцем зустрічей найкращих шахістів тих часів (проіснувало до 1950-х років).

### Парки й сади міста

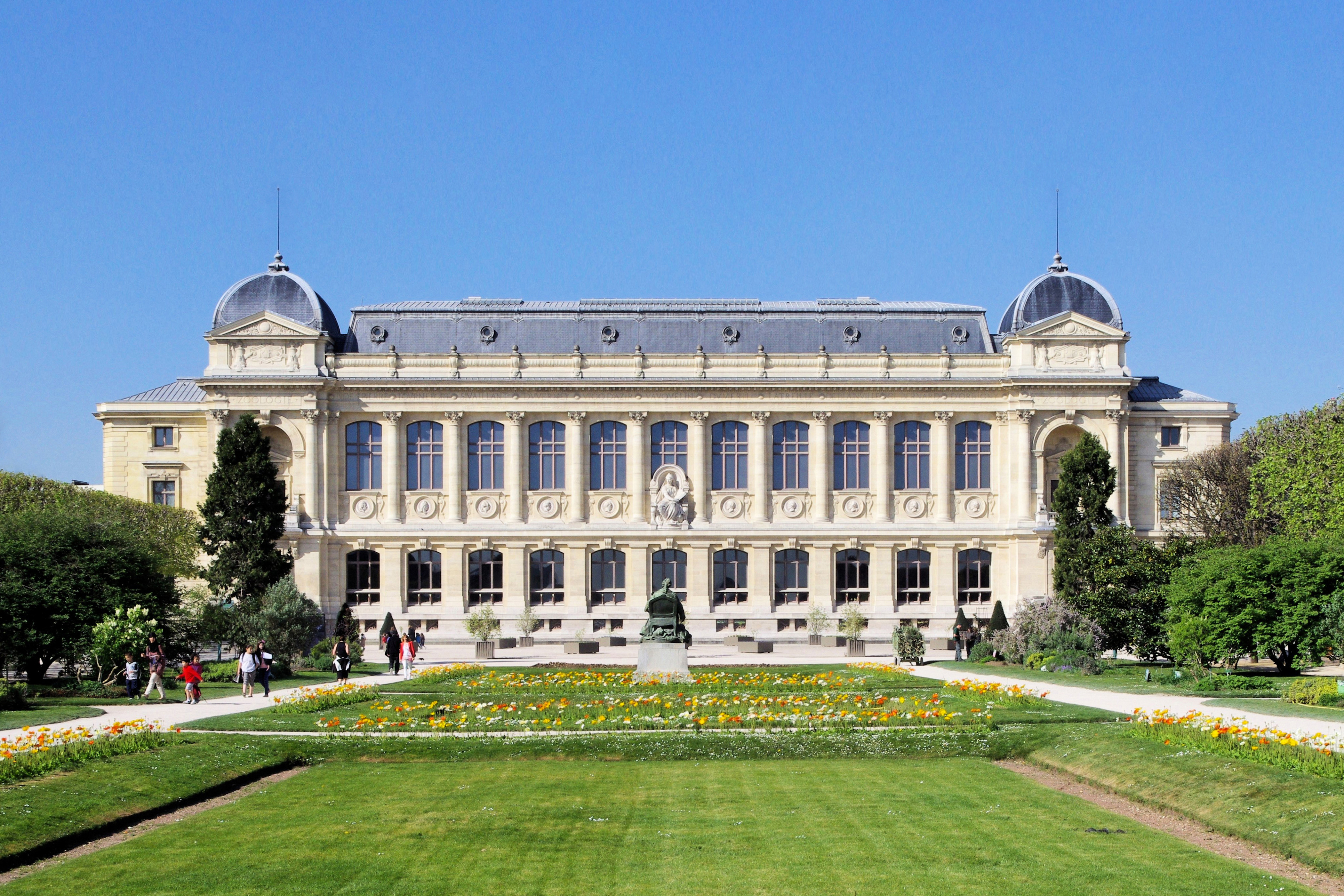
Сад рослин і Музей природознавства в Парижі

Місто славиться своїми парками й садами, що окрім рекреаційної функції мають неабияке історичне й культурне значення. Два найстарші сади в самому центрі Парижа — це сад Тюїльрі та Люксембурзький сад. Сад Тюїльрі створено в XVI столітті, на правому березі річки Сена поблизу Лувра, це був палацовий сад, що існує й досі. Люксембурзький сад, на лівому березі річки, у минулому належав приватному замку, і був побудований для Марії Медічі в 1625 році. Також відомий Сад рослин, закладений у ті самі часи, і створений Гі де ля Броссе, лікарем Людовика XIII, для вирощування лікарської рослини, згодом набув статусу першого громадського саду в Парижі.
Другим періодом розвитку паризьких садів були часи імператорські. У ті часи, створення зелених просторів є важливим аспектом політики аерації містоупорядників, оскільки швидкими темпами зростало населенням Парижа. Під керівництвом інженера Жана-Шарля Альфана (Jean-Charles Alphand) і художника-пейзажиста Жана-П'єра Баріллет-Дешана (Jean-Pierre Barillet-Deschamps) створено нові садові комплекси — Булонський ліс і Венсенський ліс, що розміщувалися в передмісті Парижа, (відповідно розташовані на крайньому заході та крайньому сході тогочасного Парижа, вони тепер є зеленою зоною самого міста). Також у нових районах міста закладено парки: Монсо (раніше знаний як «Фолі де Шартрі»), Монсурі (Montsouris), Бют-Шомон (Buttes-Chaumont).
З часом кількість парків і садів у Парижі ще більше зросла:
| - Парк Андре Сітроен (Parc André Citroën) - Парк Багатель (Parc de Bagatelle) - Парк Бельвіль (Parc de Belleville) - Парк Берсі (Parc de Bercy) - Парк Жорж Брассенс (Parc Georges Brassens) - Парк Бютт-дю-Шапо-Руж (Parc de la Butte-du-Chapeau-Rouge) - Парк Бютт-Шомон (Parc des Buttes Chaumont)t - Парк на Марсовому полі (Parc du Champ de Mars) - Парк Шуазі (Parc de Choisy) - Парк Еспланади Інвалідів (Parc Esplanade des Invalides) - Квітковий парк (Parc Floral) - Парк Келлерман (Parc Kellermann) | - Парк Монсо (Parc Monceau) - Парк Монсурі (Parc Montsouris) - Парк Сент-Перін (Parc Sainte-Périne) - Парк Ла-Віллетт (Parc de la Villette) - Сад д'Аккліматасьйон (Jardin d'Acclimatation) - Сад де л'Арсеналь (Jardin de l'Arsenal) - Сад Атлантик (Jardin Atlantique) - Сади Авеню Фош (Jardins de l'avenue Foch) - Сад Пре Катлан (Jardin Pré Catelan) - Сад Катрін-Лабурже (Jardin Catherine-Labouré) - Сад Дез Аль (Jardin des Halles) - Люксембурзький сад (Luxembourg Garden) | - Сад Природи (Jardin naturel) - Сад Королівського Палацу (Palais Royal Garden) - Сад рослин (Jardin des Plantes) - Сад Променад — лінія Бастілії (Promenade plantée) - Сад дю Ранела (Jardin du Ranelagh) - Отейський оранжерейний сад (Jardin des Serres d'Auteuil) - Сад Шекспіра (Jardin Shakespeare) - Сад Тіно-Россі (Jardin Tino-Rossi) - Сад Трокадеро (Trocadéro Garden) - Сад Тюїльрі (Jardin des Tuileries) - Сад Вільмен (Jardin Villemin) - Сад Музею Карнавале (Jardin du Musée Carnavalet) |

## Архітектура

Лувр із підсвіченою скляною пірамідою, що слугує головним входом у музей

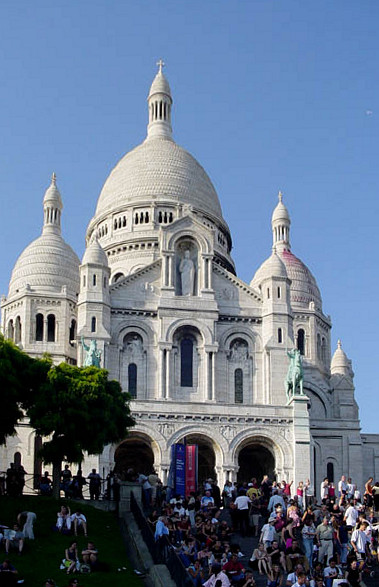
Римо-католицька базиліка Священного Серця (Sacré-Cœur) на вершині Монмартру

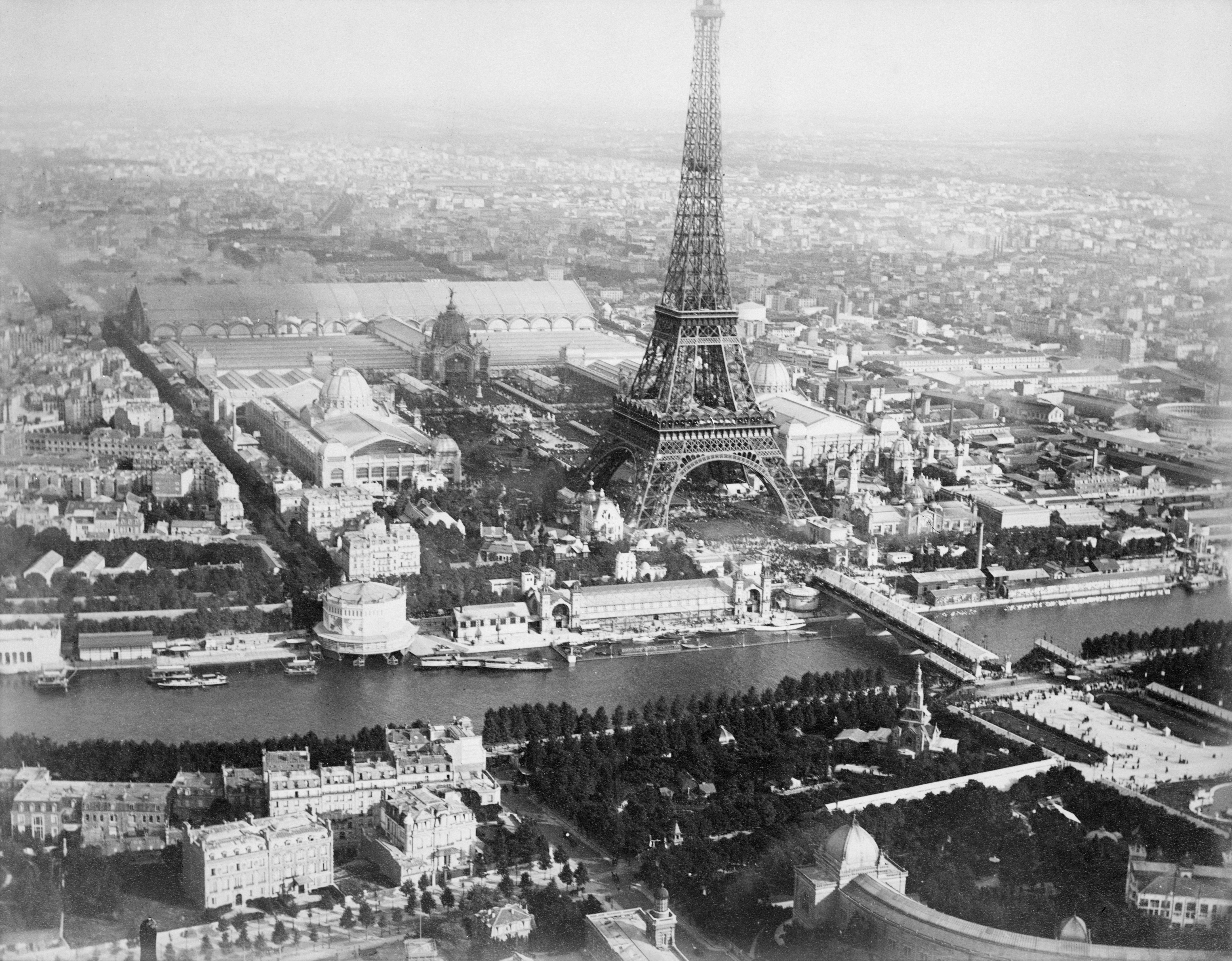
Ейфелева вежа була побудована до Всесвітньої виставки 1889 року

Зовнішнього сучасного вигляду місто набуло в середині XIX століття внаслідок грандіозної перебудови. Багато століть до цього місто складалося з лабіринту вузьких вулиць і дерев'яних будинків. 1852 року за планом удосконалення міста, задуманим бароном Османом, було зруйновано цілі квартали старих споруд, а на їхньому місці з'явилися широкі проспекти та збудовані в єдину лінію кам'яні будівлі в неокласичному стилі, характерні для нової епохи буржуа. Принципи містоустрою часів Наполеона III й зараз не втратили своєї актуальності: висота і розміри будівель підкоряються єдиному закону рівномірності, а з середини XIX століття було зроблено лише декілька винятків із правила. Завдяки цьому Париж залишається містом невисокої забудови.
Типовим для архітектури Парижа є особливий вид особняків — фр. hôtel particulier. Такий особняк — це багатий приватний будинок П-подібної форми з внутрішнім двором і садом із тильного боку середньої частини будівлі. Більшість споруд було збудовано в XVII—XVIII століттях, для споруд XVIII століття характерною рисою є замкнений з усіх чотирьох боків двір. Типовий приклад — будівля кардинальського палацу Пале Рояль із внутрішньою площею, фонтаном і парком. Більшість міських особняків, що збереглися, розташовані у кварталі Маре, наприклад Отель Субіз, Отель Салі та Отель Карнавале.
Незмінні межі міста, його чіткий план устрою і брак місця для нового будівництва поступово перетворили місто на музей, що діяв і жив. Заради збереження великої спадщини, історико-охоронні закони утрудняють споруду нових будівель і комунікацій у центрі, тому значна кількість ділових організацій переїхала або планує переїзд у зручні й дешевші передмістя. Вже зараз за межами історичного міста розташовані діловий район Дефанс із вежею Ган, великий продовольчий ринок (передмістя Ренжис), важливі освітні установи (Політехнічна школа), наукові лабораторії, спортивні споруди та навіть міністерства (наприклад, Міністерство транспорту).

### Визначні місця

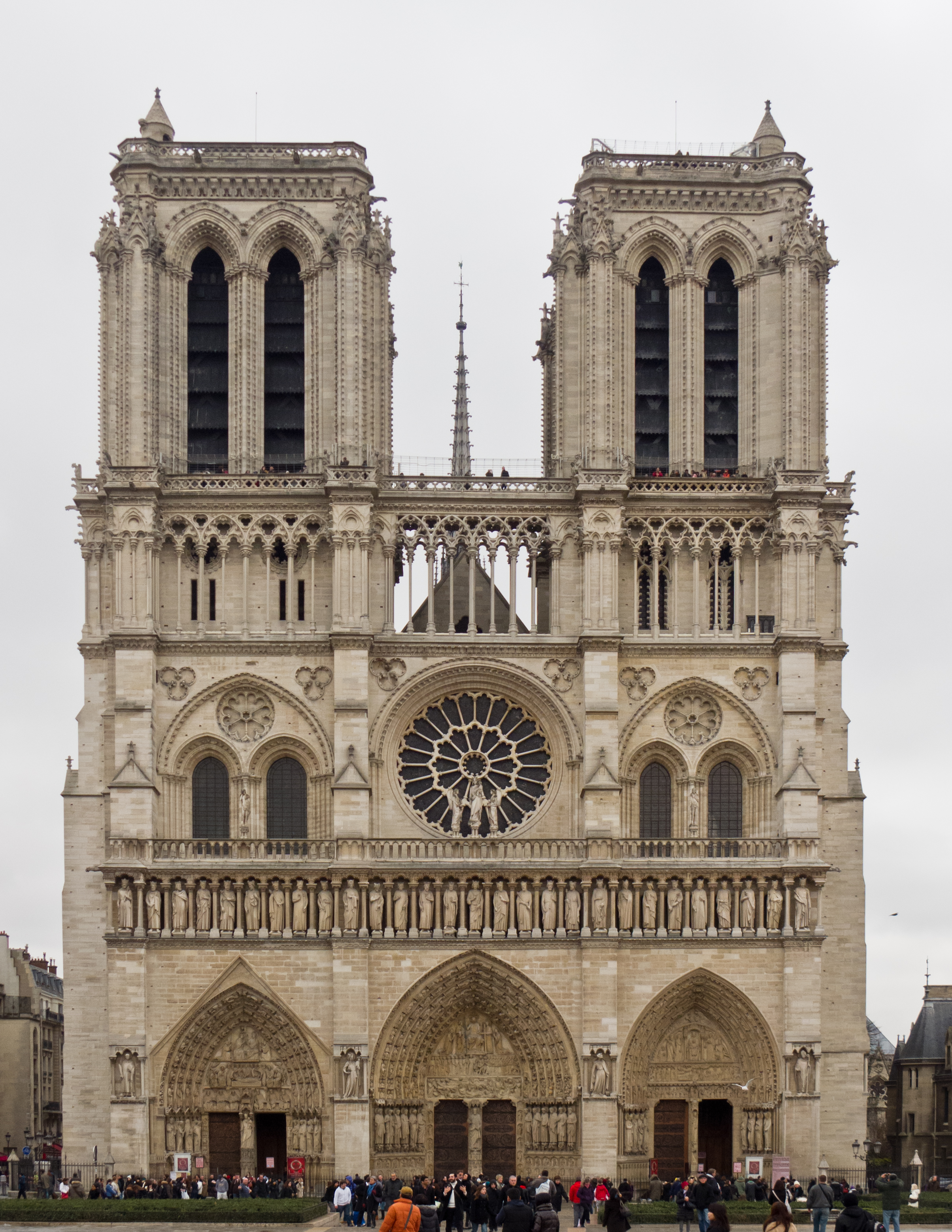
Собор Паризької Богоматері

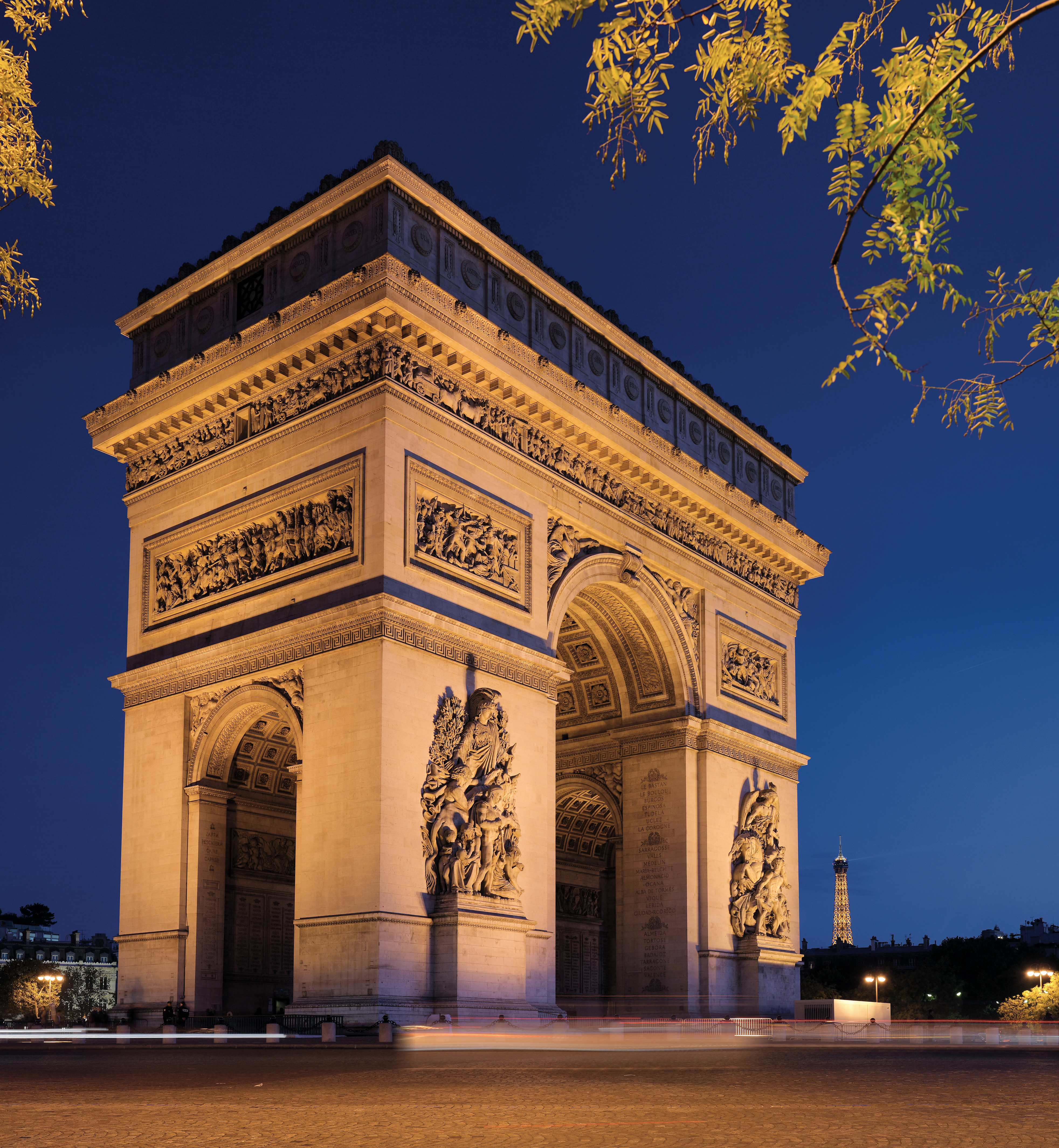
Тріумфальна арка

У Парижі розташована величезна кількість визначних пам'яток, до яких відносяться не тільки архітектурні споруди, але також і вулиці, мости та майдани.
Три найвідоміші паризькі пам'ятки — це стародавній Собор паризької Богоматері, побудований на острові Сіте ще в XII столітті, Ейфелева вежа і Тріумфальна арка — конструкції XIX століття. Ажурна металева башта, побудована за проєктом інженера Гюстава Ейфеля, замислювалася як тимчасова споруда для входу на Всесвітню виставку 1889 року. Але вона не тільки пережила саме цей захід, але і стала відтоді справжнім символом міста. На півночі і на півдні від неї над лінією горизонту підносяться базиліка Сакре-Кер, побудована на вершині пагорба Монмартр, і самотня Вежа Монпарнас, що особливо вирізняється на тлі району невисокої забудови.
Історична вісь пам'ятників архітектури перетинає місто з центру на захід. Починаючись від всесвітньо відомого музею Лувр, вона продовжується через сад Тюїльрі, проспект Єлісейські поля до самої Тріумфальної арки в центрі площі Зірки. У 1960-х роках на продовженні лінії був побудований квартал Дефанс, центром якого стала Велика арка Дефанс.
У самому центрі історичної частини розташований Будинок інвалідів, у якому міститься військовий музей, тут же покояться останки Наполеона Бонапарта. Тут розташована і церква Пантеон, де знайшли вічний спокій найвідоміші діячі Франції. Колишній королівський палац Консьєржері став на час Великої французької революції в'язницею для поваленої королеви, звідки вона була згодом конвойована для публічної страти.
Ще одне нагадування про палаючі бої за свободу французького народу — статуя Свободи, встановлена на Лебединому острові. Велику копію цієї статуї було подаровано Сполученим Штатам Америки в 1886 році, й відтоді зустрічає мандрівників у порту Нью-Йорка.
У історичному центрі міста, на острові Сіте, знаходяться дві найзнаменитіші церкви Франції: Собор Паризької Богоматері і Свята капела.
Архітектурні напрями XX століття залишили місту такі пам'ятки як Культурний центр імені Жоржа Помпіду, у якому зараз розташований музей сучасного мистецтва, нова будівля опери на площі Бастилії, торговий центр Ле-Аль, побудований на місці історичного ринку «Черева Парижа», описаного в однойменному романі Еміля Золя, а також район Ла Дефанс, що є архітектурним комплексом із хмарочосів і споруд з авангардними формами.
Неабиякий інтерес становить парковий ансамбль науково-промислового містечка, у якому розташований великий музей науки й техніки.

### Пам'ятки культури та архітектури
- Кафедральний собор Паризької Богоматері (Notre Dame de Paris, Нотр-Дам де Парі, XII—XIII ст.);
- Каплиця Сент-Шапель (La Sainte Chapelle) (XIII ст.);
- Пантеон (Le Panthéon) (XVIII ст.);
- Тріумфальна арка (Париж) (L'Arc de Triomphe) (XIX ст.);
- Опера (L'Opéra) (XIX ст.);
- Ейфелева вежа (La Tour Eiffel) (XIX ст.);
- Базиліка Сакре-Кер (Le Sacré-Cœur) (кінець XIX ст. — початок XX ст.);
- будинок ЮНЕСКО (UNESCO) (XX ст.);
- Центр Жоржа Помпіду (Le Centre George Pompidou) (XX ст.);
- Велика арка Дефанс (La Grande Arche) (XX ст.).

### Цвинтарі

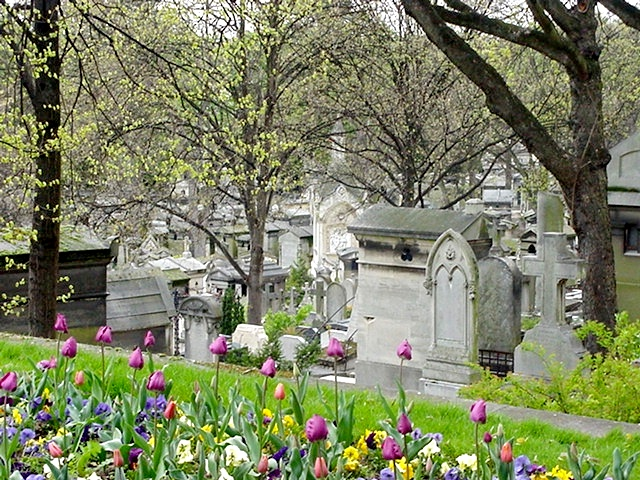
Кладовище Пер-Лашез

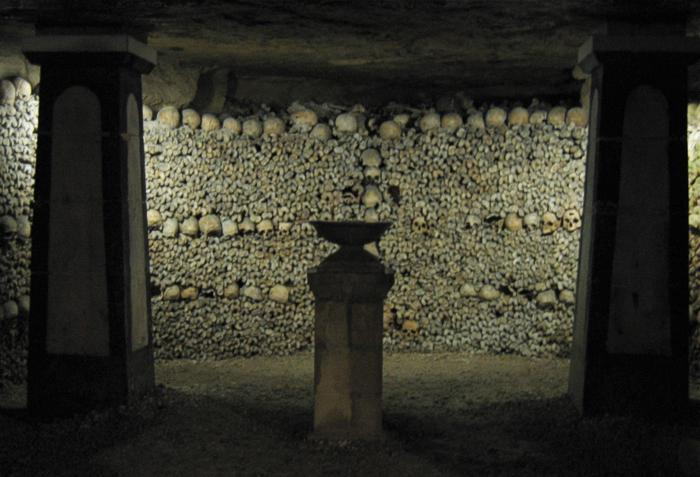
Катакомби Парижа

За сформованою християнською традицією покійних намагалися ховати на прилеглій до церкви землі. 1786 року з міркувань суспільної гігієни вирішили припинити поховання на переповнених кладовищах при церквах у центрі міста та закрити їх, а останки з цих кладовищ перенести в підземні каменоломні на південь від Парижа (сучасні Катакомби Парижа в 14 окрузі). Відкриття найбільших паризьких кладовищ припадає на початок 19 століття, епоху правління Наполеона I. Розвиток міста призвів до того, що ці кладовища, які колись були на околицях, виявилися своєрідною зеленою оазою спокою в центрі різних кварталів галасливої столиці. Багато великих людей Франції та всього світу знайшли останній притулок на цвинтарі Пер-Лашез, що є справжнім некрополем-музеєм похоронного мистецтва 19 століття просто неба, цвинтар Монмартра, лабіринт на 11 гектарах, цвинтар Монпарнас, що завдяки своєму чіткому плануванню здобув назву «бухти спокою» та цвинтар Пассі, хоч і невеликий, але з найвищою щільністю знаменитостей на квадратний метр.

## Освіта та наука

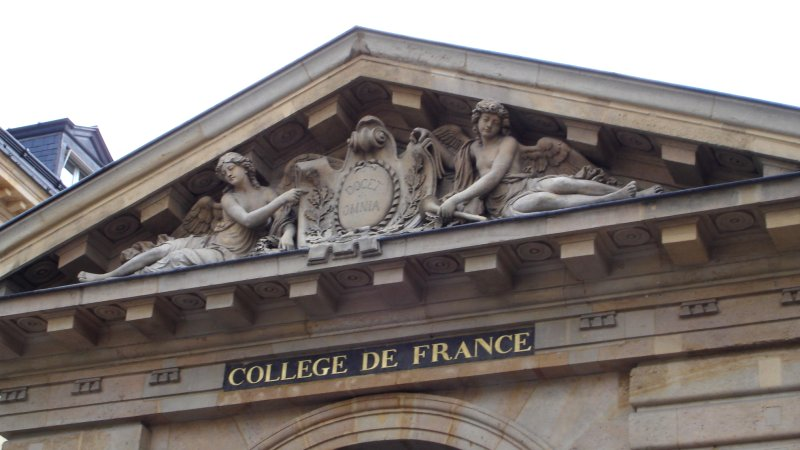
Фронтон Колеж де Франс

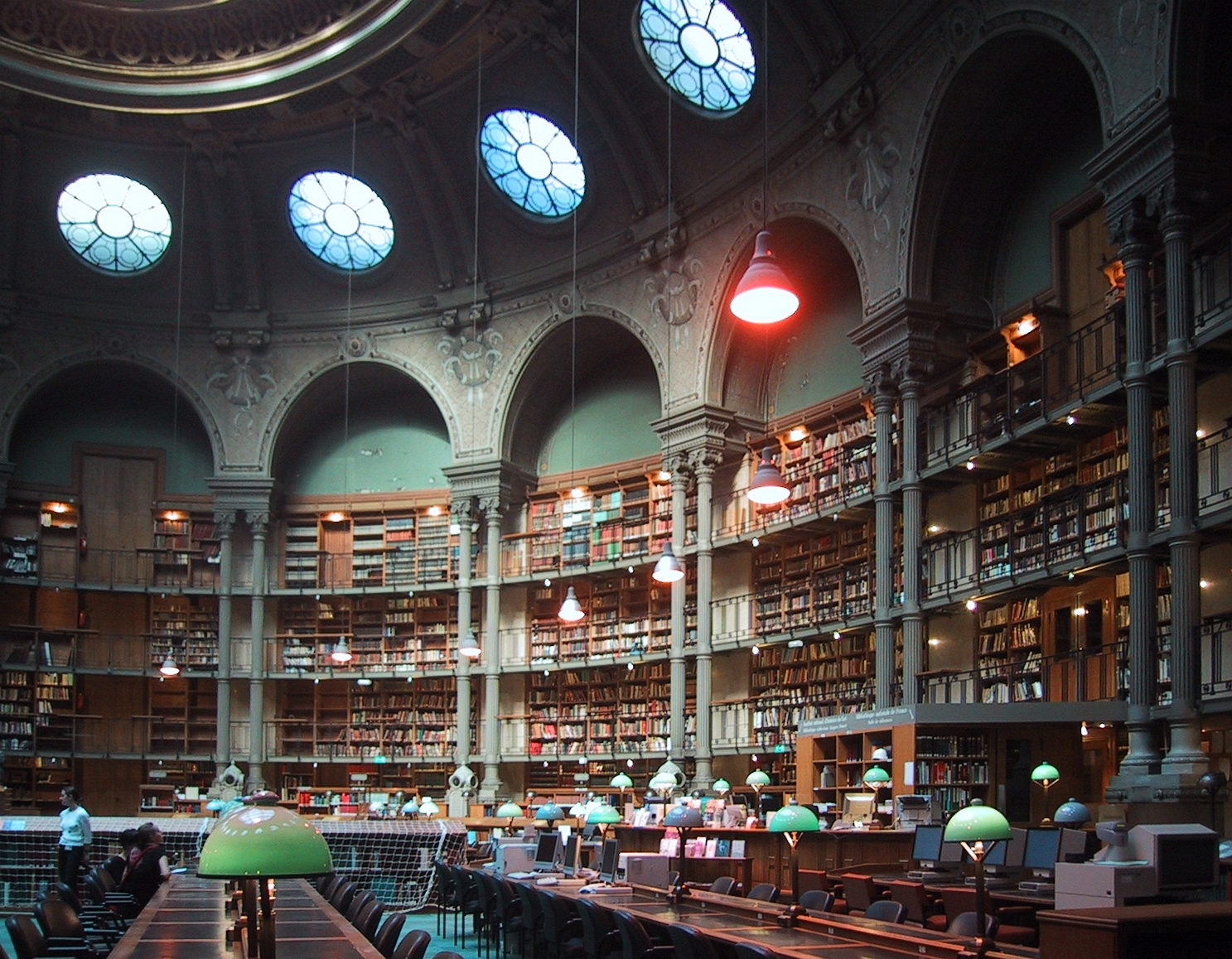
Овальний зал у старій будівлі Національної бібліотеки

Найпрестижніші навчальні заклади Франції розташовані в її столиці.
Найвідоміший Паризький університет — Сорбонна — був заснований в 1257 році Робером де Сорбон із метою навчити декілька десятків бідних студентів богослів'ю. Досить швидко Сорбонна (свою назву університет отримав лише в XIV столітті) стала найбільшою і престижнішою освітньою установою Парижа і Франції. Навколо Сорбонни утворився знаменитий Латинський квартал, чия назва потім розповсюдилася і на студентські квартали інших міст. 1968 року Паризький університет був реформований і розділений на 13 незалежних вищих навчальних закладів, деякі з яких зберегли у своїй назві ім'я Сорбонна й знаходяться в Латинському кварталі, а 5 університетів розташовані в передмістях Парижа.
У Парижі також розташований Інститут Франції, що складається з 5 академій, головною і найпрестижнішою з яких вважається Французька академія, що стала частиною Інституту в 1803 році. Французька академія виникла з паризького літературного гуртка, заснованого в 1629 році Валентеном Конраром. Статус державної наукової установи Академія отримала в 1635.
Іншими престижними навчальними закладами є Колеж де Франс, Політехнічна школа, Вища нормальна школа, Католицький інститут, Гірнича школа, Національна вища школа красних мистецтв та Національний інститут управління.

## Транспорт

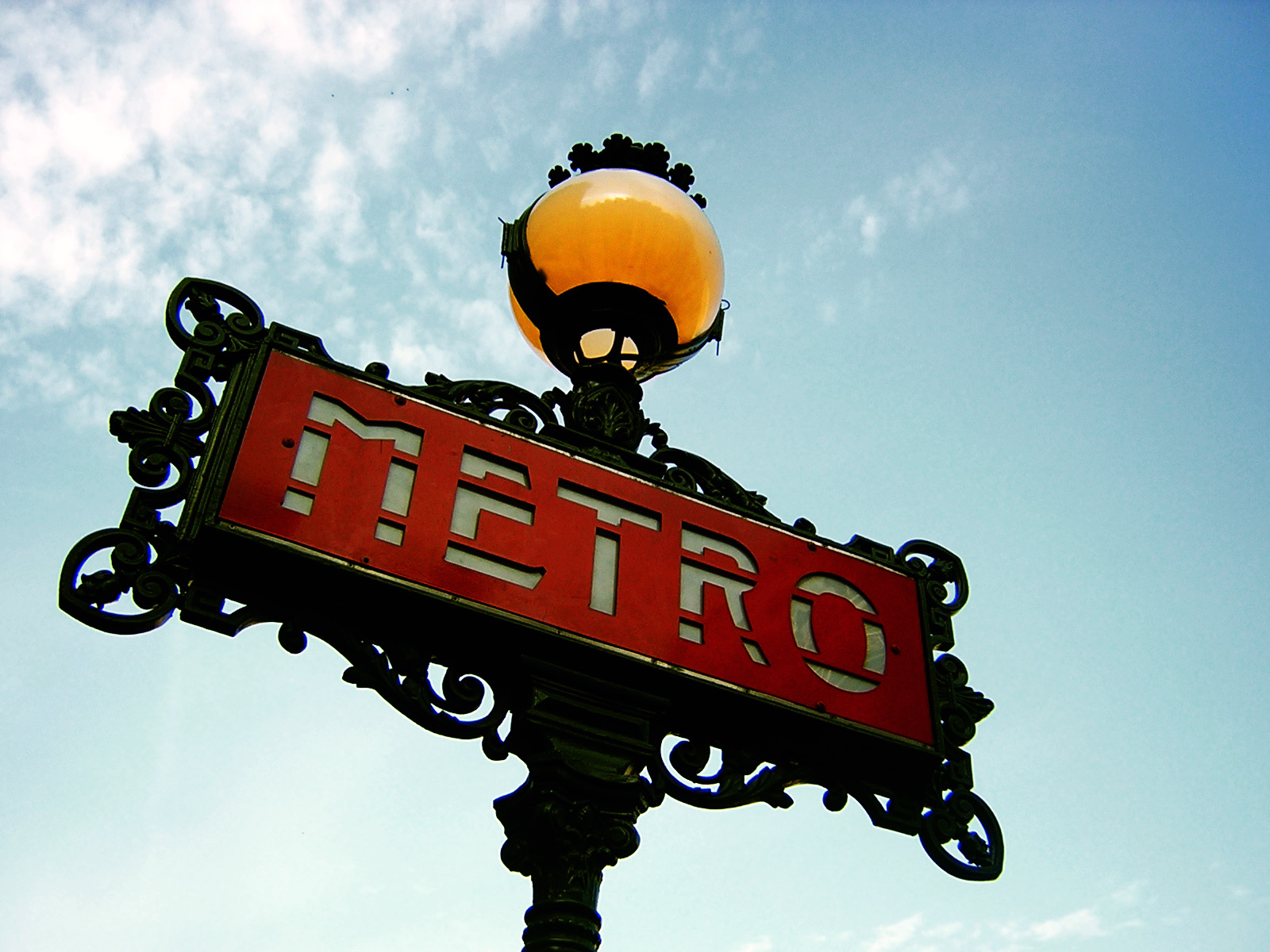
Знак паризького метро

### Громадський транспорт
Громадський транспорт французької столиці представлений підземними видами (метро і RER) і надземними (автобус і трамвай), а також водним (Voguéo) та мережею велопрокату Vélib і звичайно ж таксі, яких у місті 16 623.
Основний оператор паризького громадського транспорту — RATP (фр. Régie Autonome des Transports Parisiens), у чиєму віданні перебувають всі лінії метро та автобусні маршрути, три лінії трамваю та дві лінії RER. Трамвайна лінія T4 і більшість ліній RER обслуговуються французькими залізницями (SNCF).
Найзручнішим і найшвидшим транспортом Парижа вважається Паризький метрополітен, що складається з 16 ліній загальною протяжністю 212,5 км, що робить його одним із найбільших у світі.
Також є регіональне експрес-метро (RER) — лінії приміських електричок, що проходять у Парижі під землею і перетинаються з лініями метро. Мережа RER складається з 5 ліній, позначених буквами A, B, C, D, E.
З 1992 року в Парижі почали знову будувати трамвайні лінії, знищені в 60—70-ті роки. Мережа паризького трамвая складається з чотирьох ліній, три з яких сполучають паризькі передмістя, і лише одна (Т3) проходить у міській межі.
У Парижі існує широка автобусна мережа. Вона включає не тільки звичайні автобуси, але також і спеціальні лінії, що проходять туристичними маршрутами Парижа.
З недавнього часу з'явилася можливість подорожувати містом на велосипеді. Всюди в місті розташовуються автоматизовані велостоянки Velib.
На всіх видах транспорту в межах міста приймається квиток Ticket t +, одноденні абонементи Mobilis і Ticket jeune Week-end для осіб молодше 26 років, а також одно- або багатоденний абонемент Paris Visite або проїзний квиток Navigo.
З 1 вересня 2023 року у Парижі діє заборона на оренду електросамокатів, яка була запроваджена у 2018 році. Цей проєкт був дуже популярним серед студентів і осіб, до 35 років, та викликав багато зауважень з боку інших містян, які не користувались цим сервісом. Після цього міським головою Парижа було проведено референдум, на якому 90 % містян висловилось за заборону сервісу оренди електросамокатів.

### Автотранспорт

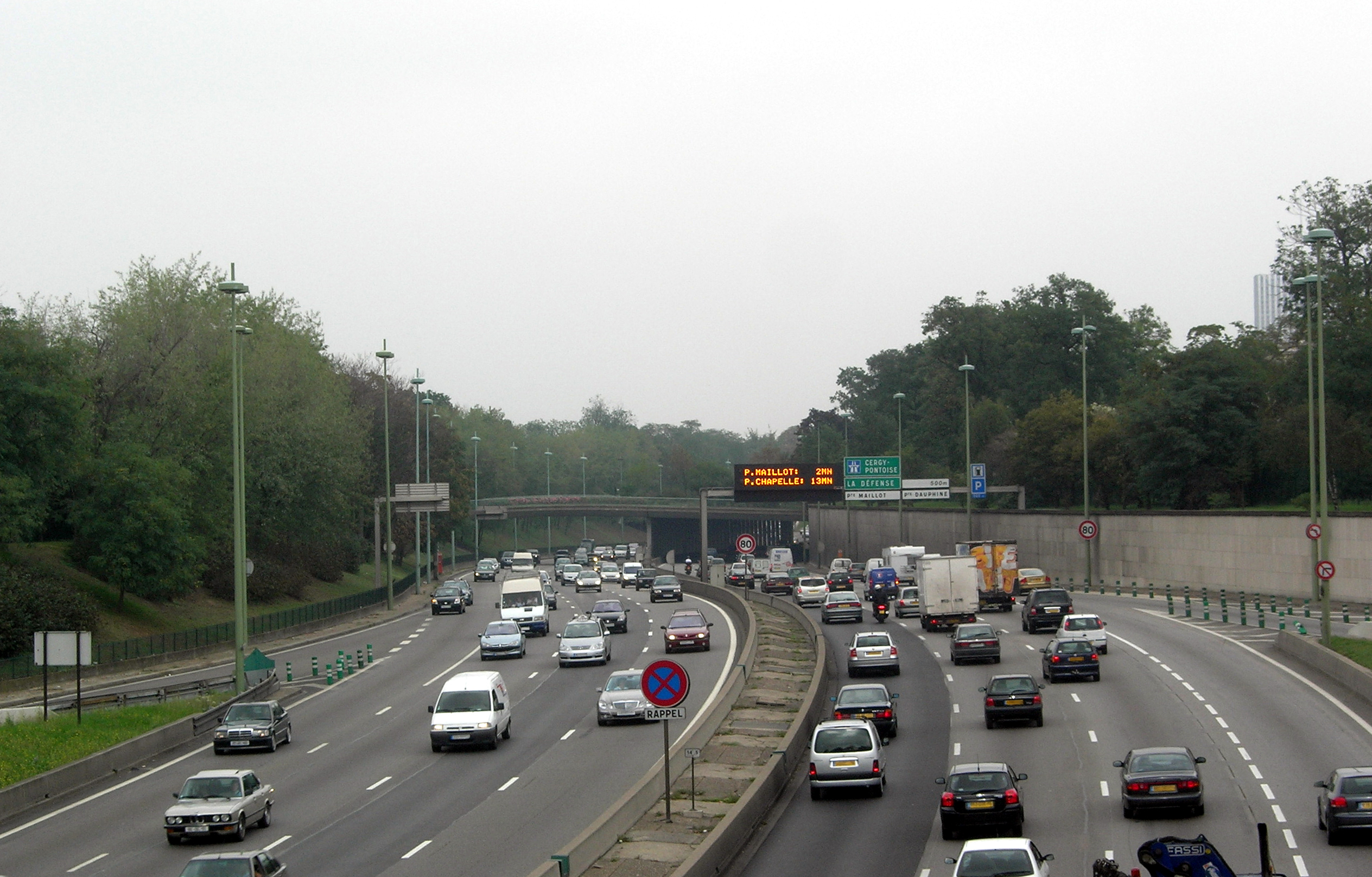
Кільцева автомагістраль Бульвар Періферік

Париж — значний транспортний вузол країни. Історично основні дороги країни радіусами розходилися від столиці, і до сьогоднішніх днів ці радіуси чітко видно на автомобільній карті Франції. Від Парижа радіусами сходяться дороги зі всіх можливих напрямів: А1 з Лілля, А4 з Реймса, А5 з Діжона, А6 з Ліона, А77 з Невера, А10 з Орлеана, А13 з Руана і А16 з Ам'єна.
Безпосередньо навколо міста побудована кільцева автомагістраль Бульвар Періферік, що має від 2 до 4 смуг руху в кожну сторону. Ще дві кільцеві дороги — A86 і A104 — дозволяють транзитному транспорту об'їхати Париж, не заїжджаючи в місто.

### Авіатранспорт
Париж обслуговують два великі міжнародні аеропорти:
- «Шарль де Голль» з 57,9 млн пасажирів за рік (дані 2009 року) є другим у Європі за обсягом пасажироперевезень.
- «Орлі» з 25,1 млн пасажирів посідає 9-м місце в Європі, приймаючи передусім внутрішні рейси.

У відомстві компанії Aéroports de Paris знаходиться також 12 дрібних аеропортів та аеродромів паризького регіону, у тому числі:
- Аеропорт Ле Бурже — відомий своїм авіасалоном, протягом року його переважно використовують приватні літаки та невеликі авіакомпанії.

Бюджетні авіакомпанії для своїх «паризьких» рейсів можуть використовувати аеропорти, що знаходяться на деякій відстані від Парижа:
- Аеропорт Ватрі (фр. Aéroport Paris — Vatry, 140 км на схід від Парижа).
- Аеропорт Бове-Тіє (фр. Aéroport de Beauvais-Tillé, 80 км на північ від Парижа).

### Залізничний транспорт

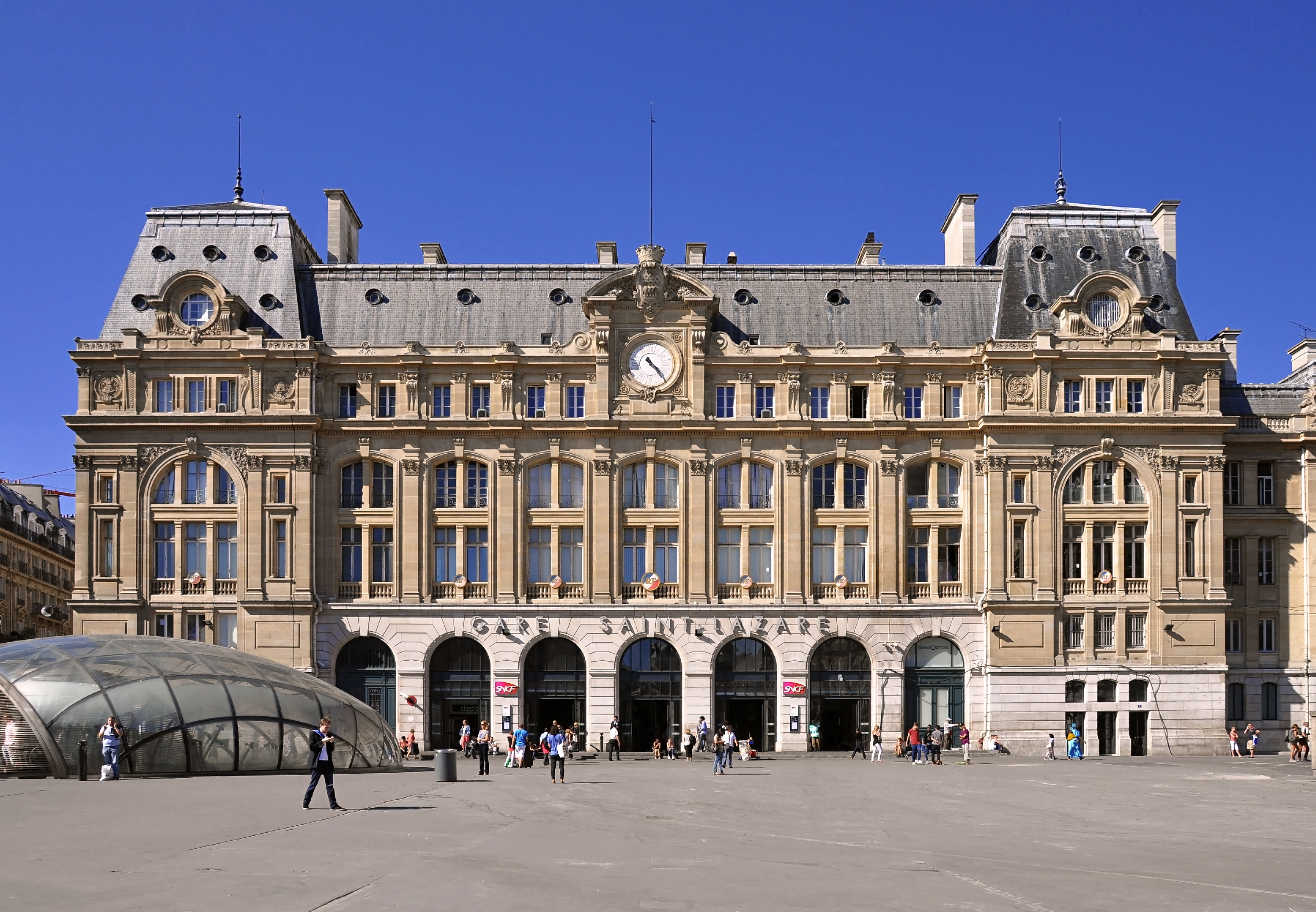
Вокзал Сен-Лазар, перед ним — вхід на 14-ту лінію метро

Залізничні лінії паризьких вокзалів сполучають столицю зі всіма регіонами Франції і сусідніми країнами. Зв'язок між вокзалами добре налагоджений за допомогою громадського транспорту.
- Вокзал Сен-Лазар — Нормандія.
- Північний вокзал — північний напрям (TGV), Велика Британія (Eurostar), Бельгія і Голландія (Thalys).
- Східний вокзал — східний напрям, Німеччина, Швейцарія, Австрія.
- Ліонський вокзал — регіони Центр і південний схід (TGV), Альпи, Італія.
- Вокзал Берсі — Альпи, Італія (нічні поїзди).
- Вокзал Аустерліц — південно-західний напрям (TGV), Іспанія, Португалія.
- Вокзал Монпарнас — Бретань і захід Франції (TGV).

Для вантажоперевезень використовують вокзали Ле Бурже (розташований в однойменній комуні), і Vaires, з Великою кільцевою дорогою, що йде від нього (Grande Ceinture).

## Спорт

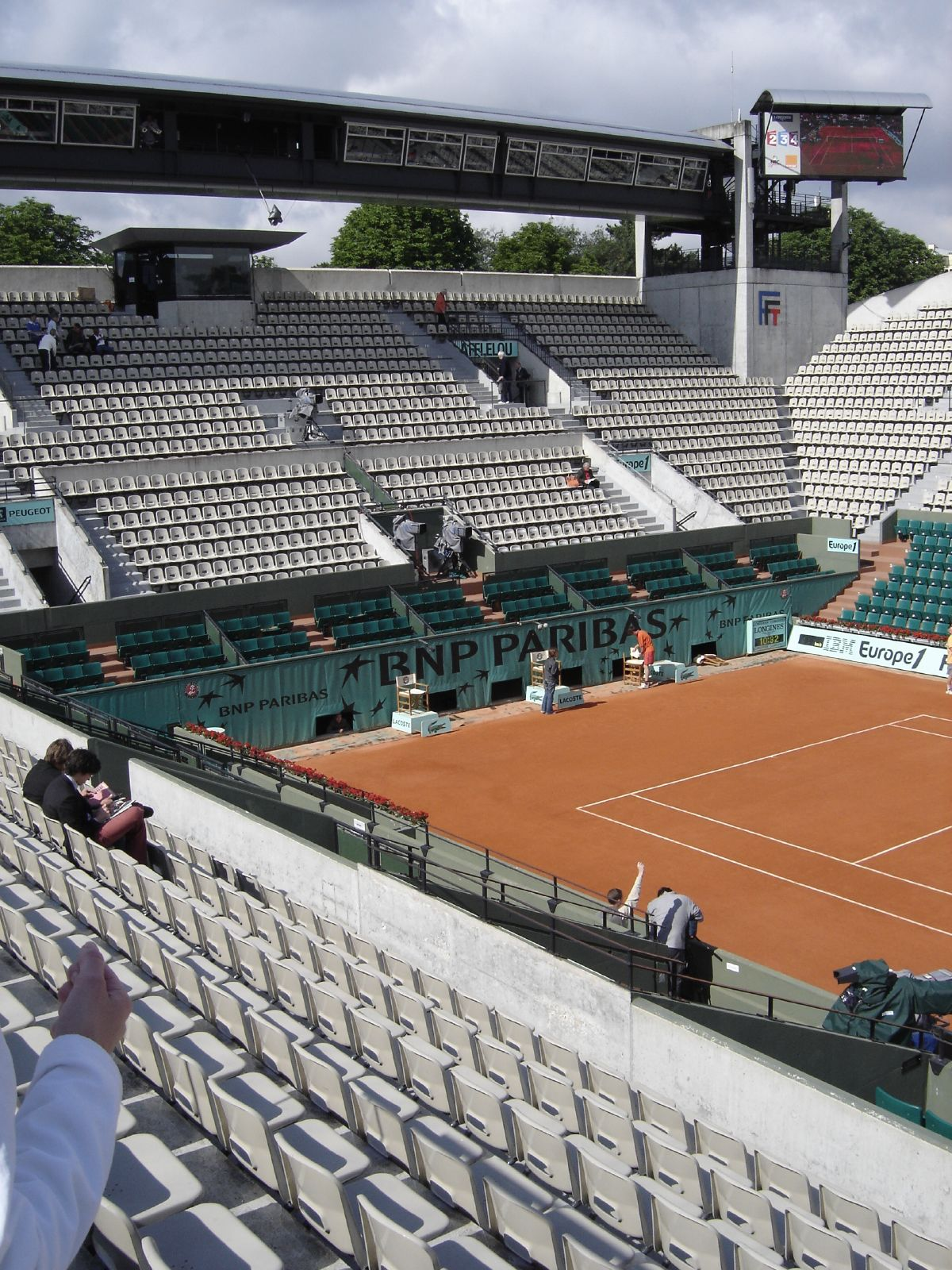
Стадіон Ролан Гаррос

Історія Парижа зафіксувала різні спортивні змагання на його майданчиках: тенісні турніри XII століття, футбольні матчі XX століття, єдиноборства шпажистів XIX століття, велосипедні та кінні перегони. Париж, довший час, був законодавцем «спортивної моди» — Перше присудження звання «Чемпіон світу» в 1740 році (Clergé) в великому тенісі, вперше використання метричної системи в легкій атлетиці в 1798 році на «Олімпіаді республіки» (Olympiade de la République), перша конкурс кінної виїздки в 1866 році, перші велосипедні перегони в 1868 році, перший турнір з сучасного фехтування в 1893 році, перша жінка допущена до участі в Олімпійських ігор в 1900 році. Багато міжнародних спортивних організацій були засновані й квартирують у Парижі. Саме тому місто має 360 спортивних майданчиків: 172 тенісних корти, 131 муніципальні гімнастично-тренажерних зали, 36 басейнів (які обслужили 3,4 мільйона плавців у 2006 році) і 10 плавальних комплексів-шкіл, 32 муніципальні стадіони.
Місто має добре розвинуту спортивну інфраструктуру. Востаннє Париж приймав Олімпійські ігри доволі давно — одні з перших 1900 і 1924. Проте, в 1998 в Парижі проходив фінал чемпіонату світу з футболу. Париж також зацікавлений в організації літніх Ігор 2020 року. Щороку в Парижі на кортах Ролан-Гаррос відбувається один із турнірів великого шолому з тенісу — Відкритий чемпіонат Франції. Популярними видами спорту є футбол, теніс, регбі, кінні перегони, баскетбол. Хоча відправною точкою в маршруті знаменитої велогонки «Тур де Франс» змінюється кожен рік, але на заключному етапі вона завжди завершується в Парижі, а з 1975 року, гонка закінчується на Єлисейських Полях.
Стадіон «Парк де Пренс» (Parc des Princes) побудовано 1897 року на північно-західній околиці Парижа і реконструйовано 1972 року. Він вміщає 45 500 місць і є клубним стадіоном футбольної команди, хоча зазвичай на ньому проводилися головні спортивні видовища країни, особливо до 2000 року. «Палац омніспорт Париж-Берсі» (Le Palais omnisports de Paris-Bercy) цільний спортивний комплекс, побудований на сході Парижа, відкрився в 1984 році, у ньому проводять багато спортивних заходів, але він також служить, як шоу-концертний майданчик, де відбуваються концерти, льодові шоу. «Стадіон Шарлет» (Stade Charlety), створена в 1939 році та перебудований у 1994 році, має славу «храму аматорського спорту» в Парижі та має у своєму складі: легкоатлетичний стадіон на 20 000 місць і та криту арену 1500 місць. «Стад де Франс» (Le Stade de France) — 80 000 спортивна арена була побудована в Сен-Дені в північному передмісті до фінального турніру Кубка світу з футболу 1998 року і використовують для домашніх ігор національної футбольної команди Франції, а також є основною ареною для національної команди Франції з регбі під час турніру Шести націй, а іноді й визначальних матчів із регбі французьких команд. 2007 року на стадіоні було проведено кілька ігор Кубка світу з регбі (в тому числі у фіналі турніру).
Перший турнір-чемпіонат із футболу у Франції, відбувся в Парижі в 1894 році. Боротьбу розпочали чотири клуби столиці та два з її передмість. Наразі, «Парі Сен-Жермен» є найпопулярнішим футбольним клубом Парижа, у місті є ряд інших напівпрофесійних футбольних клубів: «ФК Париж» (Paris FC), «Червоні Зірки» (Red Star), «РКФ Париж» (RCF Paris) і «Стад Франсе Парі» (Stade Français Paris). Останній клуб є загальноспортивним, оскільки представляє команди в регбійному та гандбольному турнірах країни й розвиває інші види спорту.
Основні регбійні команди міста «Стад Франсе Парі» (Stade Français Paris) та «Ресінґ Метро 92 Париж» (Racing Métro 92 Paris), які грають у турнірі Top 14, які мають давню історію суперечностей, ще з 1892 року, коли вони провели між собою фінальну гру. В місті популярні баскетбольна «Парі-Левалюа Баскет» (Paris-Levallois Basket) та гандбольна команда «Парі Андбаль» (Paris Handball) — колишня команда «Париж-Аньєр» (Paris-Asnières). Значних успіхів почали добиватися колишні університетські команди — волейбольна «Парі Воллей» (Paris Volley) та бейсбольна дружина «Парі Університе клуб» (Paris Université Club).
Найпопулярніші іподроми Венсен (Vincennes), Лоншан (Longchamp) і Отей (Auteuil), у Парижі проводяться кінні перегони, до яких часто залучаються й іподроми за межами самого Парижа, у Шантії (Chantilly), Мезон-Лаффітт (Maisons-Laffitte), Сен-Клу (Saint-Cloud). Графік кінних змагань різноманітний, майже щодень, від галопу, смуги перешкод, до виїздки — Париж відзначається престижними перегонами «Приз Тріумфальної арки» (le Prix de l'Arc de Triomphe), «Гранд Стіпл-Чес де Парі» (le Grand Steeple-Chase de Paris) і «Приз Америки» (Prix d'Amérique).

## ЗМІ
У Парижі розташовані головні офіси центральних телевізійних каналів TF1, France Télévisions, Canal+, France 24 та каналів радіо (Radio France internationale, Europe 1, Radio France,).
Саме тут виходять центральні щоденні газети Франції Ле Монд, Ле Фігаро, Ліберасьйон, Паризьєн та загальнофранцузькі культурно-політичні тижневики Нувель Обсерватер, Ле Пуен, Л'Експрес, Парі-Матч та ін.
Тут також розташований офіс одного з провідних інформаційних агентств світу Франс Прес.

## Передмістя
У французькій мові є слово «фобур», яке вживають на позначення передмістя. Колишні фобури з часом були інтегровані в місто й зберегли свою назву в назві вулиць. Так у Парижі є вулиця Фобур Сент-Оноре, де розташований Єлисейський палац — резиденція Президента Франції.
А найвідомішим передмістям Парижа є Сен-Дені разом з абатством Сен-Дені та однойменною базилікою, усипальницею французьких королів. До списку Світової спадщини ЮНЕСКО занесено також Версаль зі знаменитим палацово-парковим ансамблем у стилі французького класицизму (переважно другої половини 17 ст.). Чудові замки знаходяться також у Мальмезоні, Сен-Жермен-ан-Ле та Екуані. Віддаленіші від Парижа палаци й парки у Фонтенбло і Рамбує (резиденція президента Франції), собор у Мо і зруйновані абатства Пор-Руаяль та Руайомон.
За винятком небагатьох заможних районів Паризької околиці на заході й півдні (Неї-сюр-Сен, Сен-Клу та Со), у передмістях Парижа переважають односімейні будинки, побудовані в міжвоєнний період, та багатоповерхові будівлі, споруджені після 1945 року. Після Другої світової війни було споруджено багато односімейних особняків у нових містах-супутниках Парижа — таких, як Марн-ла-Валле на заході, Сержі-Понтуаз на північному заході, Мелен-Сенар, Еврі й Сен-Квентен-ан-Івелін на півдні. Попри бурхливі темпи житлового будівництва, у Паризькій агломерації все ще відчувається брак житла, а багато будинків не мають сучасних зручностей. Соціальні аспекти будівництва багатоповерхових житлових будинків викликають палкі дебати, а серед мешканців таких будинків переважають незаможні іммігранти.
Одним з успішних проєктів будівництва в передмісті Парижа стало спорудження ділового кварталу в районі Дефанс на захід від столиці, куди з центру переїхали багато фірм. На заході комплекс хмарочосів підступає до Нантерру, де знаходиться кампус одного з 13 паризьких університетів — Університет Париж X Нантер, інший кампус Університету Париж XII Валь-де-Марн знаходиться в Кретеї, на південний схід від центру Парижа. Ще один район виник у Бобіньї, на північний схід від Парижа.

## Зовнішні зв'язки

### Міста-побратими
Париж має одне місто-побратим і багато міст-партнерів.
Місто-побратим:
- Рим, Італія, з 1956 (Seule Paris est digne de Rome; seule Rome est digne de Paris / Solo Parigi è degna di Roma; Solo Roma è degna di Parigi / «Тільки Париж вартий Рима; тільки Рим вартий Парижа»).

Міста-партнери:
- Алжир
- Амман
- Афіни
- Бейрут
- Берлін
- Буенос-Айрес
- Варшава
- Вашингтон
- Джакарта
- Єреван
- Женева
- Каїр
- Касабланка
- Квебек
- Кіото
- Київ
- Копенгаген
- Лісабон
- Лондон
- Мадрид
- Мехіко
- Монреаль
- Москва
- Пекін
- Порту-Алегрі
- Прага
- Рабат
- Ріяд
- Сан-Паулу
- Сан-Франциско
- Сана
- Санкт-Петербург
- Сантьяго
- Сеул
- Сідней
- Софія
- Тбілісі
- Тирана
- Токіо
- Туніс
- Чикаго